# 제프리 엡스타인

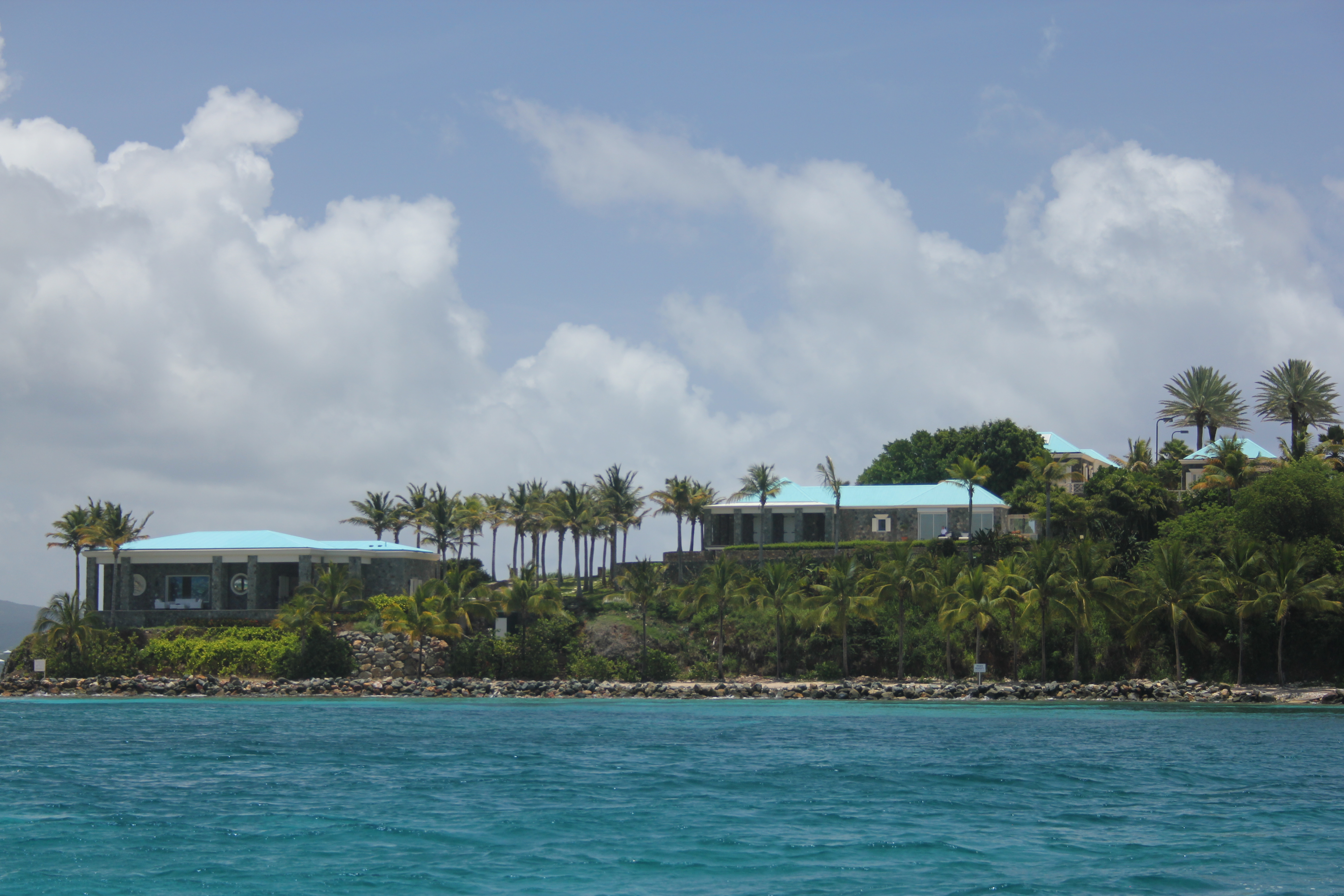
그가 소유하던 미국령 버진 아일랜드의 리틀 세인트 제임스 섬. 그의 사건으로 "엡스타인 섬"으로 불리기도 한다.

제프리 에드워드 엡스타인(영어: Jeffrey Edward Epstein 제프리 엡스틴[*], 1953년 1월 20일 ~ 2019년 8월 10일)은 1953년 1월 20일 – 2019년 8월 10일)은 미국의 금융인이자 아동 성범죄자였다. 뉴욕에서 태어나 자란 엡스타인은 대학 학위가 없음에도 불구하고 달튼 스쿨에서 교사로 전문 경력을 시작했다. 1976년 학교에서 해고된 후, 그는 은행 및 금융 부문에 진출하여 베어스턴스에서 여러 직책을 거친 후 자신의 회사를 설립했다. 엡스타인은 정예 사교계를 형성하고 자신과 그의 동료들이 성적으로 학대한 많은 여성과 아동을 인신매매했다.
2005년, 팜비치 경찰은 한 부모가 엡스타인이 자신의 14세 딸을 성적으로 학대했다고 신고한 후 엡스타인을 조사하기 시작했다. 연방 관리들은 엡스타인이 성적으로 학대한 것으로 알려진 36명의 소녀들(일부는 14세 어린 나이)을 확인했다. 엡스타인은 유죄 인정 후 2008년 플로리다 주 법원에서 아동 매춘 알선 및 매춘부 알선 혐의로 유죄 판결을 받았다. 그는 논란의 여지가 있는 유죄 협상의 일환으로 이 두 가지 범죄에 대해서만 유죄 판결을 받았으며, 약 13개월 동안 구금되었지만 광범위한 노동 석방(work release)이 허용되었다.
엡스타인은 2019년 7월 6일 플로리다와 뉴욕에서 미성년자 성적 인신매매 혐의로 다시 체포되었다. 그는 2019년 8월 10일 자신의 감방에서 사망했다. 검시관은 그의 사망이 목매달아 자살했다고 판결했다. 엡스타인의 변호사들은 이 판결에 이의를 제기했으며, 그의 사망 원인에 대한 대중의 상당한 회의론이 있었고, 이는 수많은 음모론으로 이어졌다. 연방수사국은 2025년에 제프리 엡스타인이 감방에서 자살했다는 결론을 뒷받침하는 비디오 증거를 곧 공개할 것이라고 밝혔다. 그러나 미국 법무부가 2025년 7월에 영상을 공개했을 때, 1분 분량의 영상이 누락되었다.
엡스타인의 사망으로 인해 그에 대한 형사 고발 가능성이 사라지자, 2019년 8월 29일 판사는 모든 형사 고발을 기각했다. 엡스타인은 영국 사교계 명사 기슬레인 맥스웰과 수십 년간 관계를 맺었으며, 맥스웰은 엡스타인을 위해 어린 소녀들을 모집했다. 이는 2021년 맥스웰이 엡스타인이 14세 소녀를 포함한 소녀들을 아동 성학대 및 매춘에 이용하도록 도운 혐의로 미국 연방 법원에서 성매매 및 공모 혐의로 유죄 판결을 받는 결과를 낳았다.

## 초기 생애

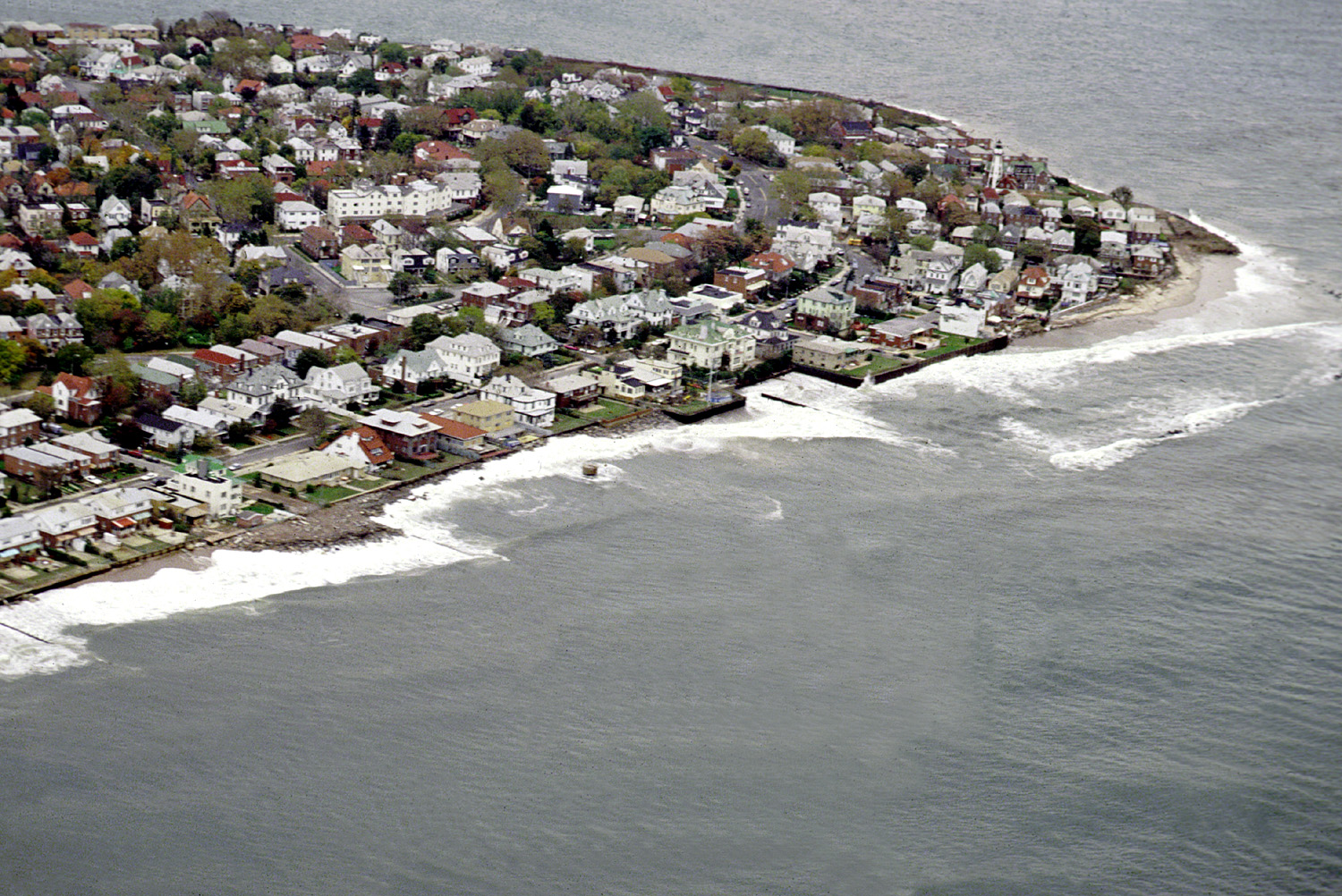
엡스타인의 어린 시절 동네인 브루클린 시게이트

제프리 엡스타인은 1953년 1월 20일 뉴욕시 브루클린 자치구에서 태어났다. 그의 부모인 폴린 "폴라" 스톨로프스키 (1918년~2004년)와 시모어 조지 엡스타인 (1916년~1991년)은 유대인이었고, 그가 태어나기 직전인 1952년에 결혼했다. 폴린은 학교 보조원으로 일했고 주부였다. 엡스타인의 어린 시절 친구는 "폴라는 전업주부임에도 불구하고 훌륭한 어머니이자 주부였다"고 말했다. 시모어는 뉴욕시 공원 및 레크리에이션 부서에서 정원사로 일했다. 제프리는 두 형제 중 형이었다. 그와 그의 동생 마크 엡스타인 (부동산 개발업자)은 브루클린 코니아일랜드에 있는 사설 게이트 커뮤니티인 브루클린 시게이트의 노동 계급 지역에서 자랐다. 엡스타인은 부모에게 "베어"라고 불렸고, 마크는 "퍼기"로 알려졌다. 이웃들은 엡스타인 가족을 "너무나 온화한 사람들, 가장 온화한 사람들"이라고 묘사했다.
엡스타인은 지역 공립학교에 다녔는데, 먼저 공립학교 188에 다녔고, 그 다음 근처의 마크 트웨인 주니어 고등학교에 다니면서 주로 급우들을 가르쳐 돈을 벌었다. 지인들은 엡스타인을 "다정하고 관대했지만", "조용하고 너드 같았으며", 그에게 "에피"라는 별명을 붙였다. 한 여성 친구는 나중에 "그는 그냥 평범한 소년이었고, 수학에 매우 영리했고, 약간 과체중이었고, 주근깨가 있었고, 항상 웃었다"고 말했다.
1967년, 엡스타인은 인털로켄 예술 센터에서 국립 음악 캠프에 참석했다. 그는 5세 때 피아노를 치기 시작했으며, 친구들 사이에서 재능 있는 음악가로 평가받았다. 그는 1969년 16세에 라파예트 고등학교 (뉴욕시)를 졸업했으며, 두 학년을 월반했다. 그해 말, 그는 1971년 대학을 옮기기 전까지 쿠퍼 유니언에서 고급 수학 수업을 들었다. 1971년 9월부터 그는 뉴욕 대학교의 쿠란트 수학연구소에서 수학 생리학을 공부했지만, 1974년 6월 학위를 받지 못하고 중퇴했다.

## 경력

### 교직
21세에 엡스타인은 1974년 9월 맨해튼의 어퍼 이스트 사이드에 있는 달튼 스쿨에서 십대들을 위한 물리학 및 수학 교사로 일하기 시작했다. 1974년 6월까지 교장을 역임했던 도널드 바는 당시 여러 파격적인 채용을 진행한 것으로 알려져 있지만, 엡스타인 채용에 직접적인 역할을 했는지는 불분명하다. 바가 떠난 지 3개월 후, 엡스타인은 학위가 없음에도 불구하고 학교에서 가르치기 시작했다.
엡스타인은 당시 미성년 여학생들에게 부적절한 행동을 보였으며, 끊임없이 관심을 보이고 심지어 어린 학생들이 술을 마시는 파티에 나타나기도 했다고 전직 학생이 말했다. 다른 전직 학생들도 종종 그가 여학생들과 시시덕거리는 것을 보았다. 결국, 엡스타인은 베어스턴스의 최고 경영자 앨런 C. 그린버그와 친해졌는데, 그의 아들과 딸은 그 학교에 다니고 있었다. 그린버그의 딸인 린 코펠은 엡스타인이 부모-교사 회의에서 다른 달튼 학부모에게 영향력을 행사하여 그린버그에게 자신을 옹호하도록 했다고 지적했다. 1976년 6월, 엡스타인이 "부실한 성과"로 달튼에서 해고된 후, 그린버그는 그에게 베어스턴스에서 일자리를 제안했다.

### 은행 업무
엡스타인은 1976년 베어스턴스에 하위직 플로어 트레이더 보조원으로 입사했다. 그는 빠르게 승진하여 옵션 트레이더가 되었고, 특별 상품 부서에서 일했으며, 이후 시그램 회장 에드거 브론프만과 같은 은행의 가장 부유한 고객들에게 세금 경감 전략에 대해 조언했다. 나중에 은행의 최고 경영자가 된 지미 케인은 엡스타인의 부유한 고객 및 복잡한 상품 다루는 기술을 칭찬했다. 1980년, 베어스턴스 입사 4년 후, 엡스타인은 유한 파트너가 되었다. 1981년, 엡스타인은 자신의 증언에 따르면 "레그 D 위반"으로 베어스턴스를 떠나달라는 요청을 받았다. 엡스타인은 갑작스럽게 떠났지만, 케인과 그린버그와 가까운 관계를 유지했으며, 2008년 베어스턴스 붕괴 전까지는 베어스턴스의 고객이었다.

### 금융 컨설팅

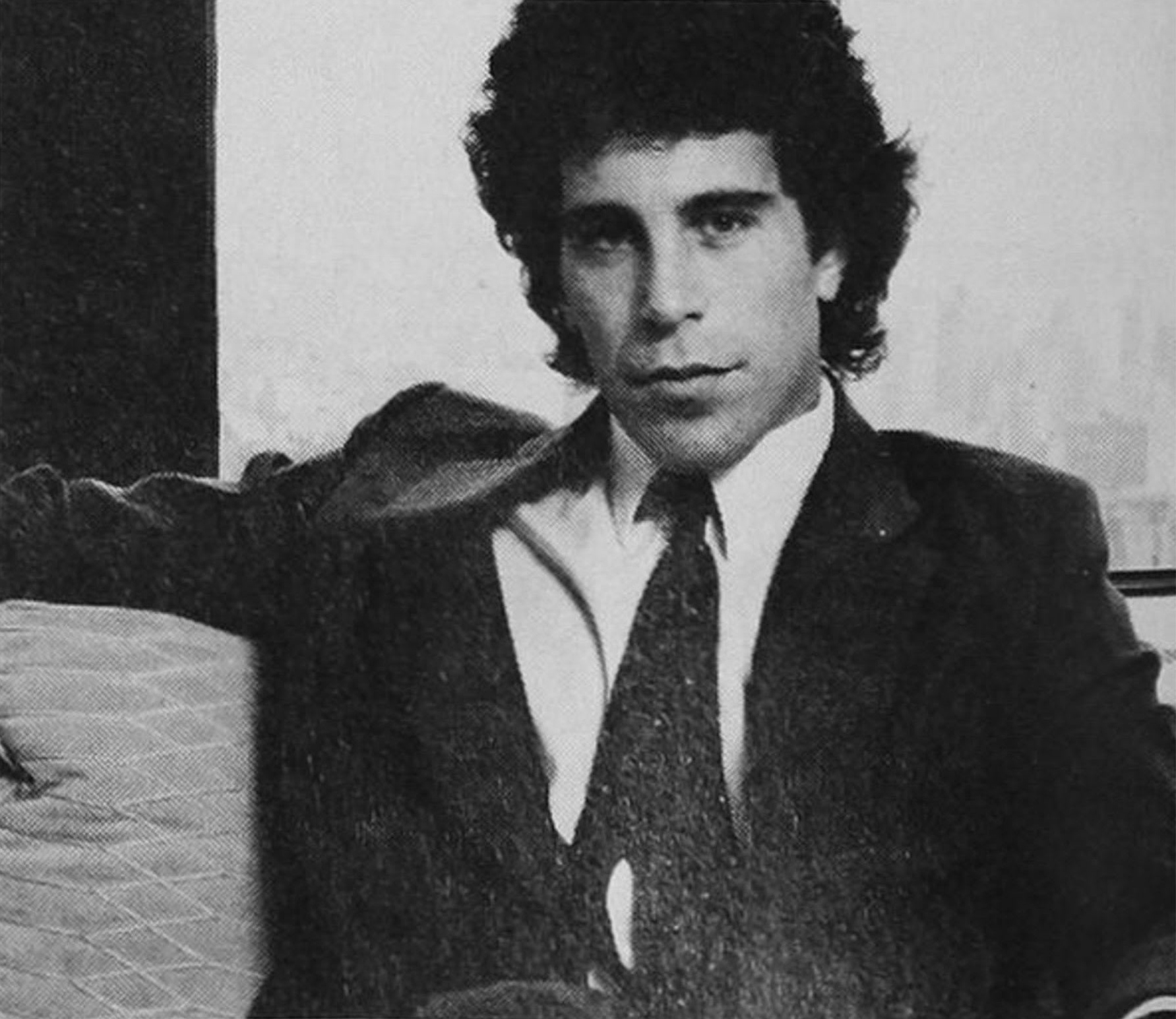
1980년 7월 코스모폴리탄 잡지에 실린 광고 속 엡스타인

1981년 8월, 엡스타인은 자신의 컨설팅 회사인 인터콘티넨탈 애셋 그룹(Intercontinental Assets Group Inc., IAG)을 설립했는데, 이 회사는 고객들이 사기 브로커 및 변호사로부터 도난당한 돈을 회수하는 것을 도왔다. 엡스타인은 이 시기의 자신의 일을 고급 현상금 사냥꾼으로 묘사했다. 그는 친구들에게 때로는 정부와 매우 부유한 사람들을 위해 횡령된 자금을 회수하는 컨설턴트로 일했고, 다른 때에는 자금을 횡령한 고객들을 위해 일했다고 말했다. 스페인 여배우이자 상속녀인 아나 오브레곤은 그런 부유한 고객 중 한 명이었는데, 엡스타인은 1982년 그녀의 아버지가 사기로 인해 드라이스데일 정부 증권이 붕괴되면서 사라진 수백만 달러의 투자금을 회수하는 데 도움을 주었다.
엡스타인은 당시 일부 사람들에게 자신이 첩보원이었다고 말하기도 했다. 1980년대에 엡스타인은 자신의 사진이 있지만 가명으로 된 오스트리아 여권을 소지했다. 여권에는 그의 거주지가 사우디아라비아로 표시되어 있었다. 2017년, "전 백악관 고위 관리"는 2008년 엡스타인의 형사 사건을 담당했던 플로리다 남부지구 연방 검사 알렉산더 아코스타가 도널드 트럼프 대통령의 첫 인수팀 면접관들에게 "나는 엡스타인이 '정보 기관 소속'이었으며 '손대지 말라'는 말을 들었고, 엡스타인은 자신의 페이 그레이드보다 높은 사람이었다"고 말했다고 보고했다.
이 기간 동안 엡스타인의 고객 중 한 명은 사우디아라비아 사업가 아드난 카슈끄지였다. 그는 1980년대 이란-콘트라 사건의 일환으로 이스라엘에서 이란으로 미국 무기를 이전하는 중개인이었다. 카슈끄지는 그가 알던 몇몇 국방 계약자 중 한 명이었다. 1980년대 중반, 엡스타인은 미국, 유럽, 서남아시아를 여러 번 여행했다. 런던에 있는 동안 엡스타인은 스티븐 호펜버그를 만났다. 이들은 국방 계약자 더글러스 리스(Douglas Leese)와 전 미국의 법무부 장관 존 미첼을 통해 소개되었다.

### 타워스 파이낸셜 코퍼레이션
스티븐 호펜버그는 1987년 엡스타인을 타워스 파이낸셜 코퍼레이션 (1998년 설립되어 2014년 올드 내셔널 뱅코프에 인수된 동명의 회사와 무관)의 컨설턴트로 고용했는데, 이 회사는 병원, 은행, 전화 회사에 사람들이 빚진 채무를 매입하는 채권 회수 기관이었다. 호펜버그는 엡스타인에게 맨해튼의 빌라드 하우스에 사무실을 마련해주고 컨설팅 업무 대가로 한 달에 US$25,000 (1987년 2022년 기준 $57,000에 해당에 해당)를 지불했다.
호펜버그와 엡스타인은 타워스 파이낸셜을 자신들의 강탈 도구로 사용하여 기업 사냥꾼으로 변모했다. 엡스타인이 호펜버그를 위해 처음으로 맡은 임무 중 하나는 1987년 팬아메리칸 월드 항공을 인수하려는 시도였는데, 이는 결국 실패로 끝났다. 1988년에도 에머리 에어 프레이트 코퍼레이션을 인수하려는 비슷한 시도가 실패했다. 이 기간 동안 호펜버그와 엡스타인은 긴밀히 협력하며 호펜버그의 개인 제트로 어디든 함께 여행했다.
1993년, 타워스 파이낸셜 코퍼레이션은 미국 역사상 가장 큰 폰지 사기 중 하나로 드러나 투자자들의 돈 US$4억 5천만 달러 (1993년 2022년 기준 $806,185,000에 해당에 해당) 이상을 잃게 되면서 파산했다. 법원 문서에서 호펜버그는 엡스타인이 이 계획에 깊이 관여했다고 주장했다. 엡스타인은 1989년까지 회사를 떠났고, 엄청난 증권 사기에 연루된 혐의로 기소되지 않았다. 엡스타인이 타워스 폰지 사기에서 훔친 자금을 취득했는지는 알려져 있지 않다.

### 재무 관리 회사

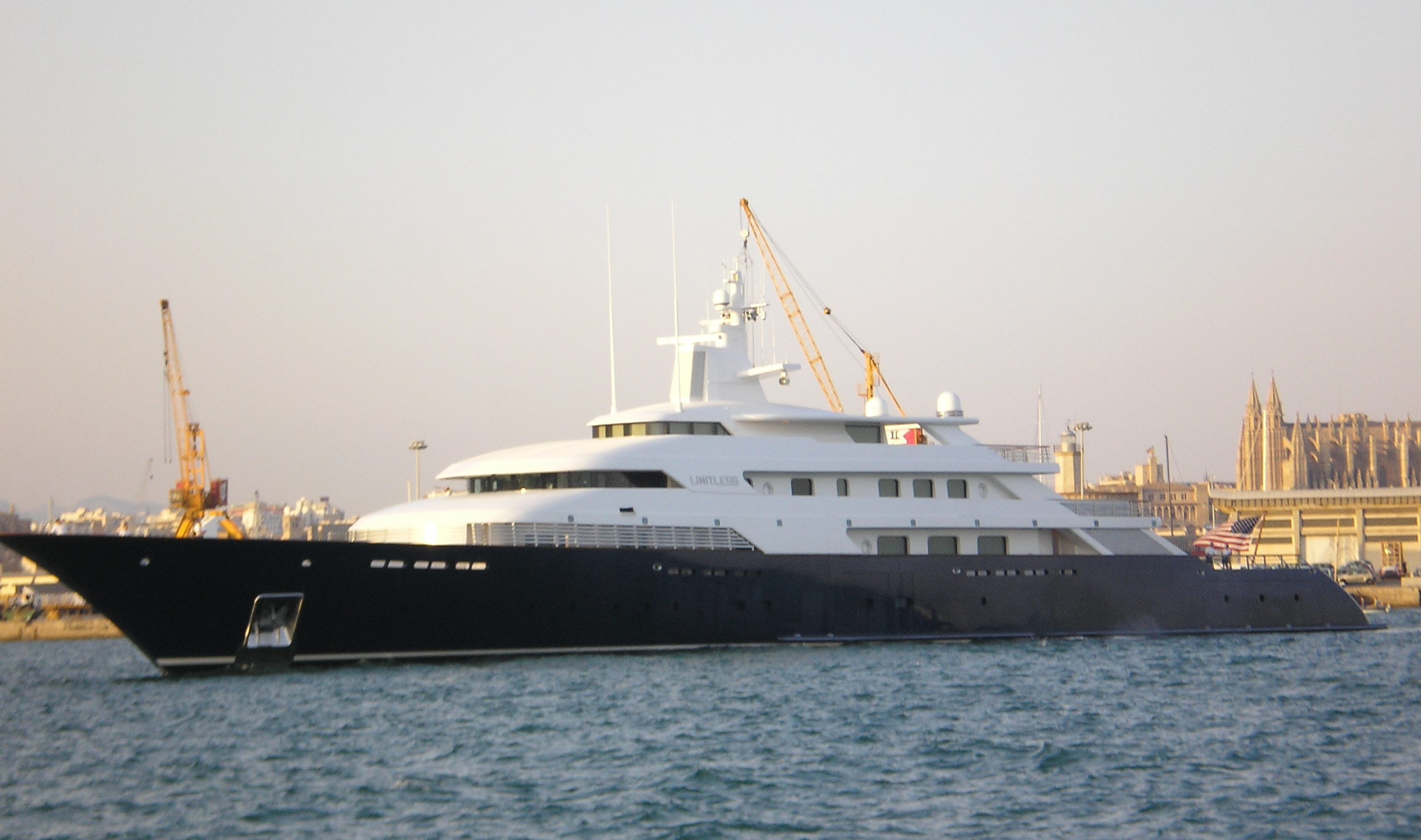
리미트리스가 정박해 있는 팔마데마요르카

1988년, 엡스타인은 호펜버그를 위해 컨설팅을 계속하면서 자신의 재무 관리 회사인 J. Epstein & Company를 설립했다. 이 회사는 엡스타인이 순자산 US$10억 달러 이상인 고객의 자산을 관리하기 위해 설립되었다고 말했지만, 다른 사람들은 그가 고객 선택에 제한을 두지 않았다는 회의론을 표명했다.
엡스타인의 유일하게 공개적으로 알려진 억만장자 고객은 빅토리아 시크릿의 모회사인 L Brands (구 The Limited, Inc.)의 회장이자 CEO인 레스 웩스너였다. 1986년, 엡스타인은 팜비치에서 보험 간부 로버트 마이스터(Robert Meister)와 그의 아내라는 상호 지인을 통해 웩스너를 만났다. 1년 후, 엡스타인은 웩스너의 재정 고문이 되었고 그의 오른팔 역할을 했다. 그 해 안에 엡스타인은 웩스너의 복잡한 재정을 정리했다. 1991년 7월, 웩스너는 엡스타인에게 자신의 업무에 대한 완전한 위임장을 부여했다. 이 위임장은 엡스타인이 웩스너를 대신하여 사람을 고용하고, 수표에 서명하고, 부동산을 사고팔고, 돈을 빌리고, 법적 구속력이 있는 다른 모든 일을 할 수 있도록 허용했다. 엡스타인은 웩스너의 재산과 리미트리스 요트 건조와 같은 다양한 프로젝트를 관리했다.
1995년까지 엡스타인은 웩스너 재단과 웩스너 헤리티지 재단의 이사였다. 그는 또한 웩스너가 살던 콜럼버스 외곽 뉴 올버니 마을의 일부를 개발한 웩스너의 부동산 회장직을 맡았다. 엡스타인은 웩스너의 재정 문제를 관리하여 수백만 달러의 수수료를 벌었다. 그는 L Brands에 고용된 적은 없지만 회사 임원들과 자주 서신을 주고받았다. 엡스타인은 종종 빅토리아 시크릿 패션쇼에 참석했고, 모델들을 자신의 뉴욕 자택에 초대했으며, 지망생 모델들이 회사와 일자리를 얻는 데 도움을 주었다.
1996년, 엡스타인은 자신의 회사 이름을 Financial Trust Company로 변경하고, 조세 회피를 위해 미국령 버진아일랜드의 세인트토머스섬에 본사를 두었다. 미국령 버진아일랜드로 이전함으로써 엡스타인은 연방 소득세를 90% 줄일 수 있었다. 미국령 버진아일랜드는 역외 조세 피난처 역할을 하는 동시에 미국 은행 시스템의 이점을 제공했다.

### 미디어 활동
2003년, 엡스타인은 뉴욕 매거진 인수에 입찰했다. 다른 입찰자로는 광고 간부 도니 도이치, 투자자 넬슨 펠츠, 미디어 재벌이자 뉴욕 데일리 뉴스 발행인 모티머 주커만, 영화 제작자 하비 와인스틴 등이 있었다. 최종 인수자는 월가의 오랜 투자 은행가인 브루스 워터스타인이었으며, 그는 US$5,500만 달러를 지불했다.
2004년, 엡스타인과 주커만은 매어 로샨이 설립한 연예 및 대중문화 잡지 레이더의 자금 조달을 위해 최대 US$2,500만 달러를 투자했다. 엡스타인과 주커만은 이 벤처의 동등한 파트너였다. 로샨은 편집장으로서 소량의 소유 지분을 유지했다. 이 잡지는 인쇄판으로 세 번 발행된 후 폐간되었고, 온라인 전용으로 전환되었다.

### 리퀴드 펀딩 주식회사
엡스타인은 2000년부터 2007년까지 Liquid Funding Ltd.의 사장이었다. 이 회사는 환매 시장에서 허용되는 채무의 종류를 확장하는 초기 개척자였다. 이 시장은 대출자가 차입자에게 돈을 빌려주고, 차입자는 나중에 합의된 시간과 가격으로 다시 사기로 약속하는 유가증권을 담보로 제공하는 방식이다. Liquid Funding과 다른 초기 회사들의 혁신은 기초 담보 증권으로 주식과 채권 대신 상업 모기지와 투자 등급의 주거용 모기지가 복합 증권으로 묶여 사용되었다는 점이다.
리퀴드 펀딩은 처음에는 베어스턴스가 40%를 소유하고 있었다. 신용평가사인 스탠더드 앤드 푸어스, 피치 그룹, 무디스 인베스터스 서비스의 도움으로 새로운 묶음 증권들이 기업을 위해 생성되어 AAA 등급을 받았다. 부정확한 등급 때문에 그러한 복잡한 증권들이 폭락하면서 2008년 3월 베어스턴스가 붕괴되었고, 이로 인해 2008년 금융 위기와 그 후의 대침체가 시작되었다. 만약 리퀴드 펀딩이 담보로 대량의 그러한 증권들을 보유하고 있었다면, 막대한 손실을 입었을 수도 있다.

### 투자

#### 헤지 펀드
2002년부터 2005년까지 엡스타인은 비유동성 채무 증권에 투자하는 헤지펀드인 D.B. Zwirn Special Opportunities Fund에 US$8천만 달러를 투자했다. 2006년 11월, 엡스타인은 펀드의 회계 부정에 대해 통보받은 후 자신의 투자를 상환하려고 시도했다. 이때 그의 투자는 US$1억 4천만 달러로 불어났다. D.B. Zwirn 펀드는 투자금 상환을 거부했다. 비유동성 증권에 투자하는 헤지펀드는 일반적으로 모든 투자자에 대해 수년간의 "록업(lockup)"을 가지고 있으며, 60~90일 전에 서면으로 상환 요청을 해야 한다. 이 펀드는 2008년에 폐쇄되었고, 엡스타인의 투자를 포함한 약 US$20억 달러의 남은 자산은 2009년에 Fortress Investment Group이 자산을 매입하면서 이 회사로 이전되었다. 엡스타인은 나중에 자신의 상환 시도에 대해 Fortress와 중재에 나섰다. 그 중재의 결과는 공개되지 않았다.

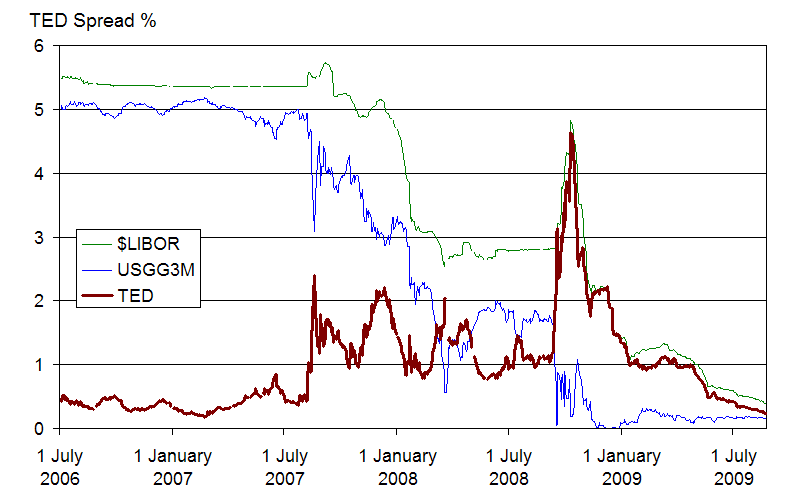
2007년 중반, 베어스턴스 헤지펀드가 붕괴되기 시작하자 미국 정부는 엡스타인과 플리바게닝을 시작했다.

2006년 8월, 엡스타인은 연방 조사가 시작된 지 한 달 만에 베어스턴스 하이그레이드 스트럭처드 크레디트 스트래티지스 인핸스드 레버리지(Bear Stearns High-Grade Structured Credit Strategies Enhanced Leverage) 헤지펀드에 US$5,700만 달러를 투자했다. 이 펀드는 주택저당 부채담보부증권 (CDO)에 고도로 레버리지되어 있었다.
2007년 4월 18일, 이 펀드의 한 투자자는 US$5,700만 달러를 투자한 상태에서 자신의 투자를 상환하는 방안을 논의했다. 이때 펀드의 레버리지 비율은 17:1이었는데, 이는 투자된 1달러당 17달러의 차입 자금이 있었다는 의미였다. 따라서 이 투자의 상환은 유동성이 낮은 CDO 시장에서 US$10억 달러를 인출하는 것과 같았을 것이다. 그 달에 상환을 충족시키기 위한 CDO 자산의 매도는 가격 재조정 과정과 CDO 시장의 전반적인 동결을 초래했다. CDO 자산의 가격 재조정은 3개월 후인 7월에 펀드의 붕괴를 야기했고, 궁극적으로 2008년 3월 베어스턴스의 붕괴로 이어졌다. 엡스타인이 이 투자의 대부분을 잃었을 가능성이 높지만, 그의 손실액은 알려져 있지 않다.
2007년 5월 베어스턴스 펀드가 실패하기 시작할 무렵, 엡스타인은 미성년자와의 성관계에 대한 임박한 혐의에 대해 미국 검찰청과 플리바게닝을 협상하기 시작했다. 2007년 8월, 펀드가 붕괴된 지 한 달 후, 마이애미의 미국 검사 알렉산더 아코스타는 플리바게닝에 대해 직접 논의했다. 아코스타는 그에게 상위 정부 관료들로부터 엡스타인이 정부에 중요한 인물이라는 말을 들었고, 이 때문에 관대한 거래를 중개했다고 주장했다. 마이애미 헤럴드에 따르면, 협상 과정에서 엡스타인은 더욱 관대한 형량을 위해 플로리다 연방 검사들에게 "명시되지 않은 정보"를 제공했으며, 실패한 베어스턴스 헤지펀드의 두 관리자에 대한 2008년 6월 뉴욕 연방 검사들의 형사 사건에서 이름 없는 핵심 증인이었다고 한다. 엡스타인 사건의 플로리다 변호사 중 한 명인 앨런 더쇼비츠는 폭스 비즈니스 네트워크에 "만약 그가 [협조했다면] 우리는 그것을 자랑했을 것이다. 엡스타인이 어떤 기소에든 도움이 되었다는 생각은 나에게는 새로운 소식이다"라고 말했다.

#### 이스라엘 스타트업
2015년, 이스라엘 신문 하아레츠는 엡스타인이 스타트업 Reporty Homeland Security (2018년 Carbyne으로 리브랜딩)에 투자했다고 보도했다. 이 스타트업은 이스라엘의 방위 산업과 관련이 있었다. 이 회사는 전 이스라엘 총리인 에후드 바라크가 이끌었으며, 그는 한때 국방부 장관이자 이스라엘 방위군 (IDF)의 참모총장이었다. 이 회사의 CEO는 특수부대 장교인 아미르 엘리하이(Amir Elihai)이며, 회사의 이사이자 전 국방부 사무총장 및 IDF 사이버 부대 8200의 사령관인 핀차스 부크리스(Pinchas Bukhris)도 이사로 재직 중이다. 엡스타인과 카르빈의 수장인 바라크는 가까웠으며, 엡스타인은 맨해튼 66번가 동쪽 301번지에 있는 자신의 아파트 유닛 중 한 곳에서 그에게 숙소를 제공하기도 했다. 엡스타인은 이스라엘의 연구 및 군사 부문과 과거 경험이 있었다. 2008년 4월, 그는 이스라엘을 방문하여 여러 연구 과학자들을 만났고 다양한 이스라엘 군사 기지를 방문했다.

## 비디오 녹화물
엡스타인은 자신의 소유지에 여러 곳에 숨겨진 카메라를 설치하여 미성년 소녀나 저명한 인물들과의 성행위를 기록하고 협박과 같은 범죄 목적으로 사용한 혐의를 받고 있다. 엡스타인의 오랜 여자친구이자 동반자인 기슬레인 맥스웰은 친구에게 버진아일랜드에 있는 엡스타인의 개인 섬이 완전히 비디오로 녹화되고 있으며, 친구는 맥스웰과 엡스타인이 섬의 모든 사람을 보험 증권으로 비디오 녹화하고 있다고 믿었다고 말했다. 2006년 경찰이 그의 팜비치 자택을 급습했을 때, 두 대의 숨겨진 카메라가 발견되었다. 엡스타인의 뉴욕 맨션도 광범위한 비디오 감시 시스템이 설치되어 있었다고 보도되었다.
1996년 엡스타인 밑에서 일했던 예술가 마리아 파머(Maria Farmer)는 엡스타인이 뉴욕 맨션에 있는 미디어룸을 보여주었고, 그곳에서 집 전체에 설치된 핀홀 카메라를 모니터링하는 사람들이 있었다고 언급했다. 미디어룸은 숨겨진 문을 통해 접근했다. 그녀는 미디어룸에 "남자 몇 명이 앉아 있었고, 카메라를 보니 화장실, 화장실, 침대, 침대, 화장실, 침대가 보였다"고 말했다. 그녀는 "개인적인 순간들을 감시하는 것이 매우 명백했다"고 덧붙였다.
엡스타인은 성매매로 그들과 친분을 쌓고, 잠재적인 협박 정보를 얻으려 했다는 혐의를 받고 있다. 미국 법무부에 따르면, 그는 뉴욕 맨션의 금고에 수기로 "어린 [이름] + [이름]"이라는 설명이 붙은 콤팩트 디스크를 보관하고 있었다. 엡스타인은 2018년 뉴욕 타임스 기자에게 비공개로 자신의 성적 취향과 오락용 약물 사용에 대한 정보를 포함하여 강력한 사람들에 대한 불리한 정보를 가지고 있다고 말하며 협박 자료가 있음을 암시했다.
2025년 5월, 연방수사국은 제프리 엡스타인의 사망 당일의 감시 비디오 영상을 공개할 계획이라고 발표하며, 지속적인 음모론에 대응하는 것을 목표로 삼았다. 댄 봉기노 부국장은 비디오가 엡스타인이 독방에 혼자 있는 모습을 명확하게 보여주며, 외부 개입의 증거는 없다고 밝히며 공식적인 자살 판결을 재확인했다. 미국 법무부는 2025년 7월에 이 영상을 공개했지만, 영상에는 1분이 누락되어 있어 화면의 디지털 시계가 오후 11시 58분 58초에서 오전 12시 00분 00초로 건너뛰었다. 관계자들은 누락된 영상에 대한 설명을 제공하지 않았다.

## 법적 문제

### 첫 번째 형사 사건 (2005–2011)

#### 초기 진행 상황 (2005–2006)
2005년 3월, 한 여성이 플로리다 팜비치 경찰서에 연락하여 14세 의붓딸이 나이 많은 소녀에 의해 엡스타인의 맨션으로 끌려갔다고 주장했다. 그곳에서 그녀는 엡스타인을 위해 옷을 벗고 마사지를 해주는 대가로 US$300 (2005년 2022년 기준 $400에 해당에 해당)를 받았다고 한다. 그녀는 옷을 벗었지만, 속옷만 입은 채로 그 만남을 떠났다고 한다. 팜비치 경찰은 엡스타인의 자택 수색을 포함한 13개월간의 위장 조사를 시작했다. 조사 중 팜비치 경찰서장 마이클 레이터는 팜비치 카운티 주 검사 배리 크리셔(Barry Krischer)가 너무 관대하다고 공개적으로 비난하며 연방수사국에 도움을 요청했다.
그 후 FBI가 개입했다. 그 후 경찰은 엡스타인이 여러 소녀들에게 성행위를 대가로 돈을 지불했다고 주장했다. 다섯 명의 피해자와 열일곱 명의 증인에 대한 선서 증언, 고등학교 성적표, 그리고 엡스타인의 쓰레기와 집에서 발견된 다른 물품들은 관련된 소녀들 중 일부가 18세 미만, 가장 어린 소녀는 14세였으며, 다수가 16세 미만이었음을 보여주었다고 한다. 엡스타인의 자택을 수색한 결과 두 대의 숨겨진 카메라와 집 곳곳에서 발견된 수많은 소녀들의 사진이 발견되었는데, 이들 중 일부는 경찰이 조사 과정에서 인터뷰했던 소녀들이었다. 폴란드 출신의 전 모델이자 엡스타인의 비서였던 아드리아나 로스(Adriana Ross)는 팜비치 경찰이 자택을 수색하기 전에 금융가의 플로리다 맨션에서 컴퓨터 드라이브와 다른 전자 장비를 제거했다고 알려졌다. 법원 문서에 따르면, 2005년 팜비치 경찰 조셉 리카리(Joseph Recarey) 형사가 엡스타인의 자택을 수색하던 중 아마존 영수증이 발견되었는데, 여기에는 S&M 관련 서적들이 기재되어 있었다. 그가 주문한 책들의 제목은 다음과 같다: SM 101: A Realistic Introduction, SlaveCraft: Roadmaps for Erotic Servitude—Principles, Skills and Tools, Training with Miss Abernathy: A Workbook for Erotic Slaves and Their Owners.
전 직원은 경찰에게 엡스타인이 하루에 세 번 마사지를 받았다고 진술했다. 결국 FBI는 엡스타인에 의한 성적 학대 혐의에 대한 상세한 증거를 포함하여 보상 자격이 있는 "34명의 미성년자"에 대한 보고서를 작성했다 (불기소 합의에서는 40명으로 증가했다). 줄리 브라운의 2018년 마이애미 헤럴드 폭로 기사는 80명의 피해자를 확인했고, 그 중 약 60명의 위치를 파악했다. 그녀는 당시 경찰서장 레이터의 말을 인용하며 "이것은 50여 명의 '그녀들'과 한 명의 '그 남자'의 이야기였고, '그녀들'은 모두 기본적으로 같은 이야기를 했다"고 말했다. 조사에서 밝혀진 세부 사항에는 12세 세쌍둥이가 엡스타인의 생일을 위해 프랑스에서 비행기로 왔고, 금융가에게 성적 학대를 당한 다음날 다시 비행기로 돌아갔다는 주장이 포함되었다. 어린 소녀들이 브라질과 다른 남미 국가들, 구소련 국가들, 그리고 유럽에서 모집되었으며, 장-뤽 브루넬의 "MC2" 모델링 에이전시도 엡스타인에게 소녀들을 공급했다는 주장이 제기되었다.
2006년 5월, 팜비치 경찰은 엡스타인을 미성년자와의 불법 성관계 4건과 성적 학대 1건으로 기소해야 한다고 주장하는 상당한 근거 진술서를 제출했다. 2006년 7월 27일, 엡스타인은 팜비치 경찰서에 의해 미성년자를 성매매시키고 성매매를 교사한 주 형사 혐의로 체포되었다. 그는 팜비치군 구치소에 수감된 후 US$3,000의 보석금을 내고 석방되었다. 주 검사 크리셔는 이후 팜비치군 대배심을 소집했는데, 이는 보통 사형 사건에서만 이루어지는 일이었다. 두 명의 피해자로부터 제출된 증거만으로 대배심은 한 건의 중범죄 성매매 교사 혐의로 기소했고, 엡스타인은 2006년 8월에 무죄를 주장했다. 엡스타인의 변호인단에는 로이 블랙, 제럴드 레프코트, 하버드 법학대학원 교수 앨런 더쇼비츠, 그리고 전 미국 법무장관 켄 스타가 포함되어 있었다. 언어학자 스티븐 핑커도 도움을 주었다.

#### 불기소 합의 (NPA) (2006–2008)
2006년 7월, FBI는 "작전명 리프 이어(Operation Leap Year)"라는 엡스타인에 대한 자체 조사를 시작했다. 그 결과 2007년 6월 53페이지 분량의 기소장이 작성되었다. 당시 플로리다 남부지구의 연방 검사였던 알렉산더 아코스타는 엡스타인과 4명의 공모자, 그리고 이름 없는 "잠재적 공모자"들에게 모든 연방 형사 혐의에 대한 면책권을 부여하는 플리바게닝에 동의했는데, 이는 앨런 더쇼비츠가 협상하는 데 도움을 주었다. 마이애미 헤럴드에 따르면, 불기소 합의는 "엡스타인의 성범죄에 더 많은 피해자와 다른 강력한 인물들이 참여했는지 여부에 대한 진행 중인 FBI 조사를 본질적으로 중단시켰다." 당시 이로 인해 조사가 중단되고 기소장이 봉인되었다. 마이애미 헤럴드는 "아코스타는 연방법에 반함에도 불구하고, 이 합의가 피해자들에게 알려지지 않도록 하는 데 동의했다"고 밝혔다.
아코스타는 나중에 자신이 엡스타인에게 관대한 플리바게닝을 제안한 것은 엡스타인이 "정보기관에 속해 있었다"는 말을 들었으며, 이 문제가 자신의 "페이 그레이드"를 넘어선 문제였기 때문에 "손대지 말라"는 지시를 받았다고 말했다. 엡스타인은 플로리다 주 법원에서 두 건의 중범죄 매춘 혐의에 대해 유죄를 인정하고 18개월 징역형을 복역하며, 성범죄자로 등록하고 FBI가 확인한 30여 명의 피해자에게 배상금을 지불하기로 동의했다. 이 플리바게닝은 나중에 "스위트하트 딜"로 묘사되었다.
 연방 판사는 나중에 검찰이 피해자 권리를 위반하여 피해자들에게 합의를 숨기고 대신 "인내심"을 가지라고 촉구했다고 판결했다. 2020년 11월에 발표된 미국 법무부 감찰관실의 내부 검토 보고서에 따르면, 아코스타는 엡스타인에게 불기소 합의를 부여하고 엡스타인의 혐의를 받은 피해자들에게 합의 내용을 통지하지 못한 것에 대해 "나쁜 판단"을 보였다.

#### 유죄 판결 및 선고 (2008–2011)
2008년 6월 30일, 엡스타인은 18세 미만 소녀의 매춘을 알선한 주 혐의에 대해 유죄를 인정한 후, 18개월 징역형을 선고받았다. 플로리다에서 유죄 판결을 받은 대부분의 성범죄자들은 주립 교도소로 보내지지만, 엡스타인은 대신 팜비치 카운티 스토케이드의 개인 병동에 수감되었고, 보안관 사무실에 따르면 3+1⁄2개월 후 주 6일, 하루 최대 12시간 동안 "노역 방면"을 위해 교도소를 떠날 수 있도록 허용되었다. 이는 최대 10개월의 잔여 형량을 요구하고 성범죄자를 특권에서 제외하는 보안관의 자체 정책에 위배되는 것이었다. 그는 지정된 방면 시간 외에도 자유롭게 오갈 수 있었다.
엡스타인의 감방 문은 잠기지 않았고, 그를 위해 텔레비전이 설치된 변호사 방에 접근할 수 있었다. 그 후 그는 이전에 직원이 없던 구치소의 병실로 옮겨졌다. 그는 구금되기 직전에 설립한 재단의 사무실에서 일했고, 형기를 마친 후 재단을 해산했다. 보안관 사무실은 엡스타인의 비영리 단체로부터 12만 8천 달러를 받아 노역 방면 중 제공되는 추가 서비스 비용을 지불했다. 그의 사무실은 "허가된 부관"들이 감시했는데, 이들의 초과 근무 수당은 엡스타인이 지불했다. 그들은 정장을 입어야 했고, "프런트 데스크"에서 "환영받는 손님"들을 확인했다. 나중에 보안관 사무실은 이러한 손님 기록이 부서의 "기록 보존" 규정에 따라 파기되었다고 말했지만, 구치소 방문자 기록은 그렇지 않았다. 엡스타인은 자신의 운전기사를 이용하여 교도소와 사무실, 다른 약속 장소를 오가는 것이 허용되었다.

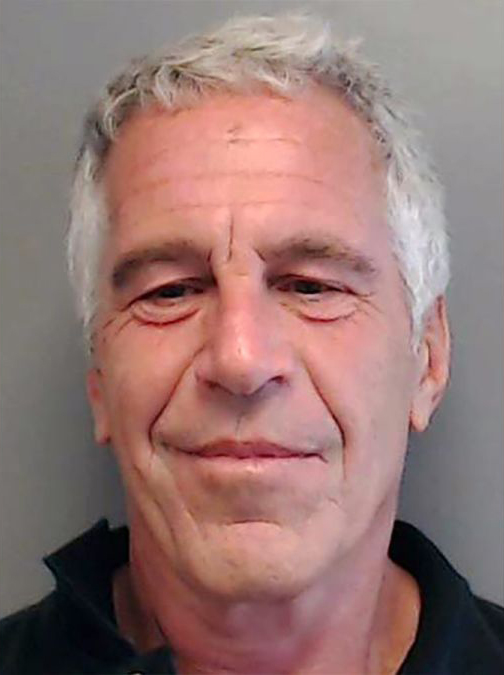
2013년 성범죄자 등록부에 등록하기 위해 촬영된 엡스타인의 모습

엡스타인은 13개월 가까이 복역한 후 2009년 7월 22일에 석방되어 2010년 8월까지 1년간 가택 연금 보호 관찰을 받았다. 보호 관찰 중에도 그는 자신의 전용 제트기로 맨해튼과 미국령 버진아일랜드의 자택으로 여러 차례 여행하는 것이 허용되었다. 그는 "운동"을 위해 팜비치 주변에서 긴 쇼핑 여행과 산책을 하는 것이 허용되었다. 2011년 1월의 논쟁적인 심리와 항소 끝에, 그는 평생 지정된 "레벨 3" (반복 범죄 위험도가 높은) 성범죄자로 뉴욕주에 등록된 상태를 유지했다.
그 심리에서 맨해튼 지방검사보 제니퍼 개프니(Jennifer Gaffney)는 엡스타인의 위험 등급을 "레벨 1" (낮은 위험)으로 낮춰야 한다고 주장했지만 성공하지 못했으며, 판사로부터 질책을 받았다. 엡스타인의 변호사가 그가 미국령 버진아일랜드에 "주요" 거주지를 가지고 있다고 반대했음에도 불구하고, 판사는 그가 90일마다 뉴욕 경찰국에 직접 확인해야 한다고 확인했다. 엡스타인은 2010년부터 뉴욕에서 레벨 3 성범죄자로 등록되어 있었지만, 뉴욕 경찰국은 90일 규정을 한 번도 집행하지 않았는데, 불이행은 중범죄이다.

#### 반응
면책 합의와 엡스타인에 대한 관대한 처우는 지속적인 대중 논쟁의 대상이 되었다. 팜비치 경찰서장은 주 당국이 그에게 특혜를 주었다고 비난했고, 마이애미 헤럴드는 미국 검사 아코스타가 엡스타인에게 "일생일대의 거래"를 주었다고 말했다. 2019년 7월 엡스타인이 성적 인신매매 혐의로 체포된 후, 아코스타는 2019년 7월 19일부로 노동부 장관직에서 사임했다.
엡스타인에 대한 고발이 공개된 후, 엘리엇 스피처, 빌 리처드슨, 그리고 팜비치 경찰서를 포함한 여러 개인 및 기관이 그에게서 받은 기부금을 반환했다. 하버드 대학교는 돈을 반환하지 않을 것이라고 발표했다. 엡스타인이 아동 교육 자금을 위해 기부했던 다양한 자선 기부금도 의문이 제기되었다.
2010년 6월 18일, 엡스타인의 전 집사 알프레도 로드리게스(Alfredo Rodriguez)는 엡스타인의 활동을 기록한 일기를 경찰에 넘기지 않고 나중에 팔려 했던 방해 혐의로 유죄 판결을 받아 18개월 징역형을 선고받았다. FBI 특수요원 크리스티나 프라이어(Christina Pryor)는 자료를 검토하고 "물질적 증인과 추가 피해자의 이름 및 연락처 정보 등 사건을 조사하고 기소하는 데 매우 유용했을 정보"라고 동의했다.

### 두 번째 형사 사건 (2019)

#### 성적 인신매매혐의
2019년 7월 6일, 엡스타인은 뉴저지주 테터보로 공항에서 FBI-NYPD 아동범죄 태스크포스에 의해 성적 인신매매 혐의로 체포되었다. 그는 뉴욕 메트로폴리탄 교정 센터에 수감되었다. 체포 당일 목격자들과 소식통에 따르면, 약 12명의 FBI 요원이 맨해튼 타운하우스 문을 수색 영장으로 강제로 열었다. 그의 타운하우스 수색 결과 성적 인신매매 증거와 "수백, 어쩌면 수천 장의 완전 또는 부분 나체 여성의 성적으로 자극적인 사진"이 발견되었다. 일부 사진은 미성년자 여성으로 확인되었다. 잠긴 금고에서는 수기로 "어린 [이름] + [이름]", "기타 누드 1", "소녀 사진 누드" 등의 설명이 적힌 콤팩트 디스크가 발견되었다.
금고에서는 US$7만 달러의 현금, 48개의 다이아몬드, 그리고 엡스타인의 사진은 있지만 다른 이름으로 된 1987년에 만료된 위조 오스트리아 여권이 발견되었다. 이 여권에는 1980년대 프랑스, 스페인, 영국, 사우디아라비아에 입국한 기록을 포함한 수많은 입출국 도장이 찍혀 있었다. 여권에는 그의 거주지가 사우디아라비아로 표시되어 있었다. 그의 변호인에 따르면, 엡스타인은 "부유한 유대인 신도"로서 해외 여행 중 납치될 위험이 있었기 때문에 여권을 취득하라는 조언을 받았다고 한다.
7월 8일, 뉴욕 남부지구 공공부패부 검사들은 엡스타인을 성적 인신매매 및 미성년자 성매매 공모 혐의로 기소했다. 대배심 기소장은 "수십 명"의 미성년 소녀들이 성적 만남을 위해 엡스타인의 맨션으로 끌려왔다고 주장한다. 케네스 마라 판사는 엡스타인을 더 심각한 혐의로부터 보호했던 불기소 합의가 여전히 유효한지 여부를 결정해야 했다.

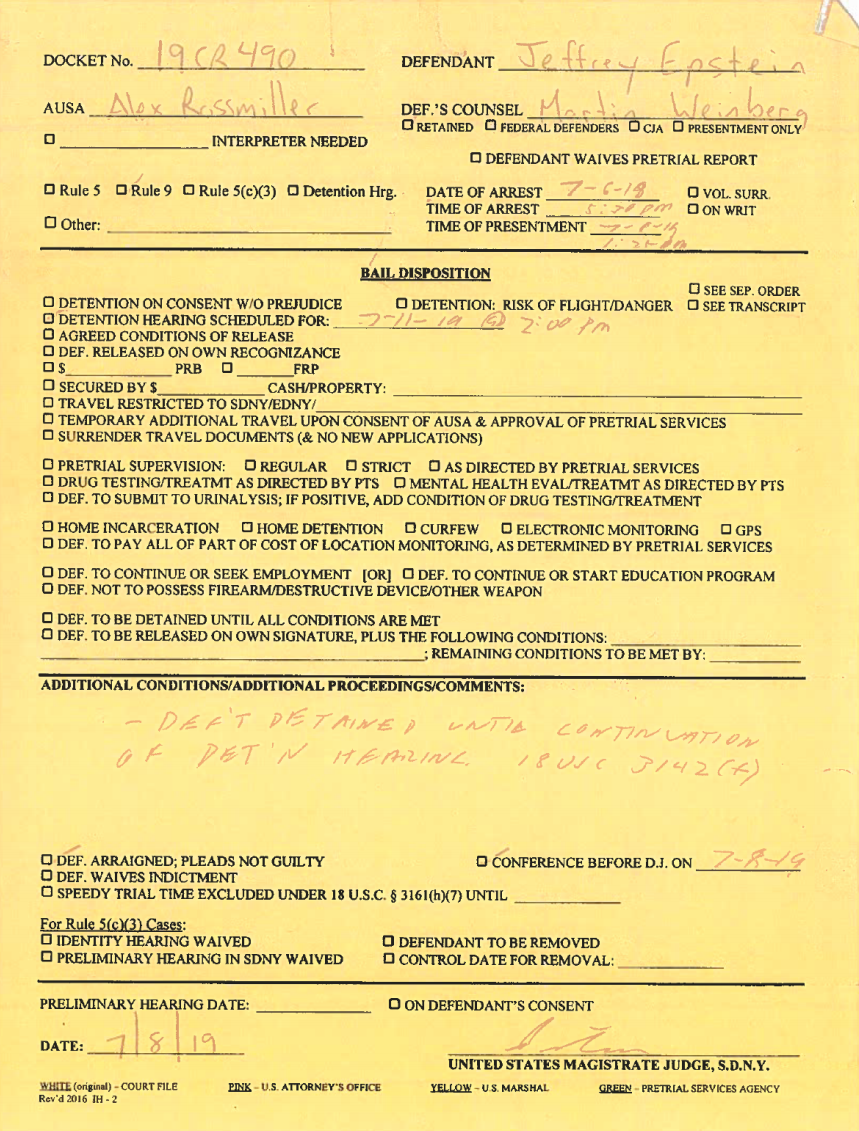
엡스타인의 보석이 거부된 연방 서류

엡스타인은 보석금을 US$1억 달러로 제시하며 뉴욕 맨션에서 가택 연금을 받을 것을 조건으로 보석을 요청했다. 미국 지방법원 판사 리처드 M. 버먼은 7월 18일 이 요청을 기각하며 엡스타인이 대중에게 위험하고 기소를 피하기 위한 심각한 도주 위험이 있다고 말했다. 2019년 8월 29일, 엡스타인이 감방에서 사망한 지 19일 후, 버먼 판사는 엡스타인에 대한 사건을 종결했다. 검찰은 잠재적 공모자에 대한 조사를 계속할 것이라고 밝혔다.

#### 프랑스의 조사
2019년 8월 23일, 파리 검찰청은 제프리 엡스타인과 관련된 소아성애증 네트워크의 국제적 측면을 보고하며 정의의 느린 진행을 비판한 야엘 멜룰(Yael Mellul)의 편지를 받은 후, 엡스타인에 대한 예비 조사를 시작했다. 그는 15세 미만 및 이상의 미성년자에 대한 강간 및 성적 학대, 범죄를 저지를 목적으로 한 범죄 단체 구성, 범죄를 저지를 목적으로 한 범죄자와의 공모 혐의로 조사를 받고 있다. 검찰은 조사의 목표가 프랑스 및 다른 곳에서 프랑스 시민들에게 저질러진 가능한 범죄를 찾아내는 것이라고 밝혔다.

### 민사 사건

#### 제인 도 대 엡스타인 (2008)
2008년 2월 6일, 제인 도 2호로 알려진 익명의 버지니아주 여성이 엡스타인을 상대로 US$5천만 달러의 민사 소송을 연방 법원에 제기했다. 그녀는 2004년과 2005년에 16세의 미성년자였을 때 "엡스타인에게 마사지를 해주도록 모집되었다"고 진술했다. 그녀는 맨션으로 끌려가 그가 자신을 노출하고 성관계를 가졌으며, 직후 US$200를 받았다고 주장했다. 2008년 3월에는 다른 여성이 같은 변호사를 통해 비슷한 US$5천만 달러 규모의 소송을 제기했다. 이 소송들과 여러 비슷한 소송들은 기각되었다. 다른 모든 소송들은 엡스타인이 법원 밖에서 합의했다. 엡스타인은 주장된 피해자들과 많은 법정 외 합의를 맺었다.

#### 피해자 권리: 제인 도 대 미국 (2014)
2014년 12월 30일, 제인 도 1호(코트니 와일드)와 제인 도 2호가 미국 법무부의 엡스타인 및 그의 제한된 2008년 주법원 유죄 인정에 대한 불기소 합의로 인해 범죄 피해자 권리법 위반을 이유로 미국을 상대로 플로리다 연방 민사 소송을 제기했다. 나중에 버지니아 로버츠(제인 도 3호)와 또 다른 여성(제인 도 4호)을 원고로 추가하려는 시도가 있었으나 실패했다. 이 추가는 앨런 더쇼비츠가 엡스타인이 제공한 미성년자 제인 도 3호에게 성적 학대를 가했다는 혐의를 제기했다. 더쇼비츠에 대한 혐의는 판사에 의해 기각되었고 소송의 목적(유죄 인정 합의 재개)과 관련이 없다고 판단되어 사건에서 제외되었다. 법원에 제출된 문서에는 엡스타인이 "성적 학대 조직"을 운영했으며, 미성년 소녀들을 "저명한 미국 정치인, 강력한 사업가, 외국 대통령, 유명 총리, 그리고 다른 세계 지도자들"에게 빌려주었다고 주장되어 있다.
이 장기 소송은 피해자 권리를 위반했다는 이유로 연방 유죄 인정 합의를 취소하는 것을 목표로 연방 법원에서 계류 중이다. 2015년 4월 7일, 케네스 마라 판사는 주장된 피해자 버지니아 로버츠가 앤드루 왕자를 상대로 제기한 주장은 엡스타인의 연방 정부와의 불기소 유죄 인정 합의를 재개하려는 피해자들의 소송과 무관하다고 판결했으며, 판사는 해당 주장을 기록에서 삭제하도록 명령했다. 마라 판사는 로버츠의 주장이 사실인지 거짓인지에 대한 판결을 내리지 않았다. 그는 제인 도 3호와 4호가 소송에 합류하는 것을 허용하지 않았지만, 마라 판사는 로버츠가 나중에 사건이 법원에 회부될 때 증거를 제시할 수 있다고 명시적으로 말했다.
2019년 2월 21일, 투 제인 도즈 대 미국 사건에서 미국 플로리다 남부지구 지방법원의 선임 판사 케네스 마라는 연방 검찰이 엡스타인이 플로리다 주에서 두 가지 혐의에 대해서만 유죄를 인정하도록 허용하기 전에 피해자들에게 통지하지 않아 법을 위반했다고 말했다. 판사는 가능한 구제 조치가 무엇일지는 열어두었다.

#### 버지니아 주프레 대 엡스타인 (2015)
2014년 12월, 브래들리 에드워즈와 폴 G. 캐셀이 범죄 피해자 권리법 소송에 포함시키기 위해 플로리다 법원에 제출한 서류에서, 버지니아 주프레 (당시 버지니아 로버츠로 알려짐)는 선서 진술서에서 17세였던 2004년과 2005년에 엡스타인과 기슬레인 맥스웰에 의해 성적으로 인신매매되어 자신들의 사용과 앤드루 왕자 및 은퇴한 하버드 법학 교수 앨런 더쇼비츠를 포함한 여러 사람의 사용에 제공되었다고 주장했다. 주프레는 또한 엡스타인, 맥스웰 및 다른 사람들이 자신을 신체적, 성적으로 학대했다고 주장했다. 그녀는 FBI가 은폐에 연루되었을 수도 있다고 말했다. 그녀는 1999년부터 2002년까지 엡스타인의 성 노예로 일했으며 다른 미성년자 소녀들을 모집했다고 말했다. 앤드루 왕자, 엡스타인, 더쇼비츠 모두 주프레와의 성관계를 부인했다. 더쇼비츠는 이 주장에 대해 법적 조치를 취했다.
주프레는 더쇼비츠를 상대로 명예훼손 소송을 제기하며, 그가 의도적으로 자신에 대해 "거짓되고 악의적인 명예훼손 진술"을 했다고 주장했다. 주프레의 것으로 추정되는 일기가 온라인에 공개되었다. 엡스타인은 다른 여러 소송에서도 그랬듯이 주프레와 법정 외 합의를 맺었다. 2019년, 주프레는 BBC의 파노라마에서 인터뷰를 통해 엡스타인이 자신을 앤드루 왕자에게 인신매매했다고 계속 주장했다. 그녀는 "영국 국민들이 저와 함께 이 싸움을 싸우고, 이것이 괜찮다고 받아들이지 않기를 간곡히 부탁합니다"라고 말하며 대중에게 직접 호소했다. 이러한 주장은 법정에서 검증되지 않았다.

#### 버지니아 주프레 대 기슬레인 맥스웰 (2015)
주프레의 주장과 맥스웰의 발언으로 인해, 주프레는 2015년 9월 맥스웰을 명예훼손으로 고소했다. 긴 법적 공방 끝에 2017년 5월 이 사건은 비밀리에 합의되었다. 마이애미 헤럴드, 다른 언론사, 그리고 앨런 더쇼비츠는 합의 문서의 봉인 해제를 요청했다. 판사가 그들의 요청을 기각한 후, 이 문제는 미국 제2순회 항소법원에 항소되었다.
2019년 3월 11일, 2017년 주프레 대 맥스웰 명예훼손 합의 문서 봉인 해제 거부 판결에 대한 항소심에서 제2순회 법원은 당사자들에게 문서가 봉인된 상태를 유지해야 하는 타당한 이유를 일주일 내에 제시하도록 명령했으며, 그렇지 않으면 2019년 3월 19일에 봉인 해제될 것이라고 밝혔다. 이후 법원은 무고한 당사자를 보호하기 위해 수정된 문서를 봉인 해제하도록 명령했다.
증언에서 주프레는 맥스웰에게 지시받아 앤드루 왕자; 장-뤽 브루넬; 글렌 두빈(Glenn Dubin); 마빈 민스키; 빌 리처드슨 주지사; 또 다른 익명의 왕자; 익명의 외국 대통령; "유명 총리"; 그리고 프랑스의 익명의 호텔 체인 소유주 등과 성적인 마사지와 성행위에 참여했다고 주장했다. 주프레는 "내 인생 전체가 이 남자들을 기쁘게 하고 기슬레인과 제프리를 행복하게 하는 데 집중되어 있었다. 그들의 인생 전체가 섹스를 중심으로 돌아갔다"고 증언했다.
8월 9일, 엡스타인이 사망하기 24시간도 채 되지 않아 이 사건의 봉인된 문서 중 2,000페이지가 공개되었다. 두 묶음의 추가 봉인된 문서는 연방 판사가 공개 여부를 결정하기 위해 분석될 예정이었다. "존 도(John Doe)"는 9월 3일 판사에게 문서들을 영구적으로 비밀로 유지해 달라고 요청했는데, 자신의 이름이 포함되어 있는지에 대한 증거는 없지만 "증명되지 않은 부적절한 주장"이 자신의 명성을 손상시킬 수 있다고 주장했다.

#### 제인 도 대 엡스타인 및 트럼프 (2016)
2016년 4월 캘리포니아에서 캘리포니아 여성이 엡스타인과 도널드 트럼프를 상대로 제기한 연방 소송은 1994년 그녀가 13세였을 때 엡스타인의 맨해튼 자택에서 열린 일련의 파티에서 두 남성이 자신을 성폭행했다고 주장했다. 이 소송은 연방 판사에 의해 2016년 5월 연방법에 따른 유효한 주장을 제기하지 않았다는 이유로 기각되었다. 이 여성은 2016년 6월 뉴욕에서 또 다른 연방 소송을 제기했지만, 3개월 후 피고에게 송달되지 않은 채 갑자기 취하되었다. 세 번째 연방 소송은 2016년 9월 뉴욕에서 제기되었다.
후자의 두 소송에는 익명의 증인 진술서가 포함되었는데, 이 증인은 소송의 주장을 입증하며 엡스타인이 자신을 고용하여 미성년 소녀들을 성매매시키도록 했고, 익명의 인물은 원고가 당시 자신에게 성폭행에 대해 이야기했다고 진술했다. 익명으로 제인 도로 소송을 제기한 원고는 2016년 선거 6일 전 로스앤젤레스 기자회견에 참석할 예정이었으나 갑자기 행사를 취소했다. 그녀의 변호사 리사 블룸은 그 여성이 협박을 받았다고 주장했다. 이 소송은 2016년 11월 4일에 취하되었다. 트럼프의 변호사 앨런 가텐은 주장을 부인했고, 엡스타인은 논평을 거부했다.

#### 사라 랜섬 대 엡스타인 및 맥스웰 (2017)

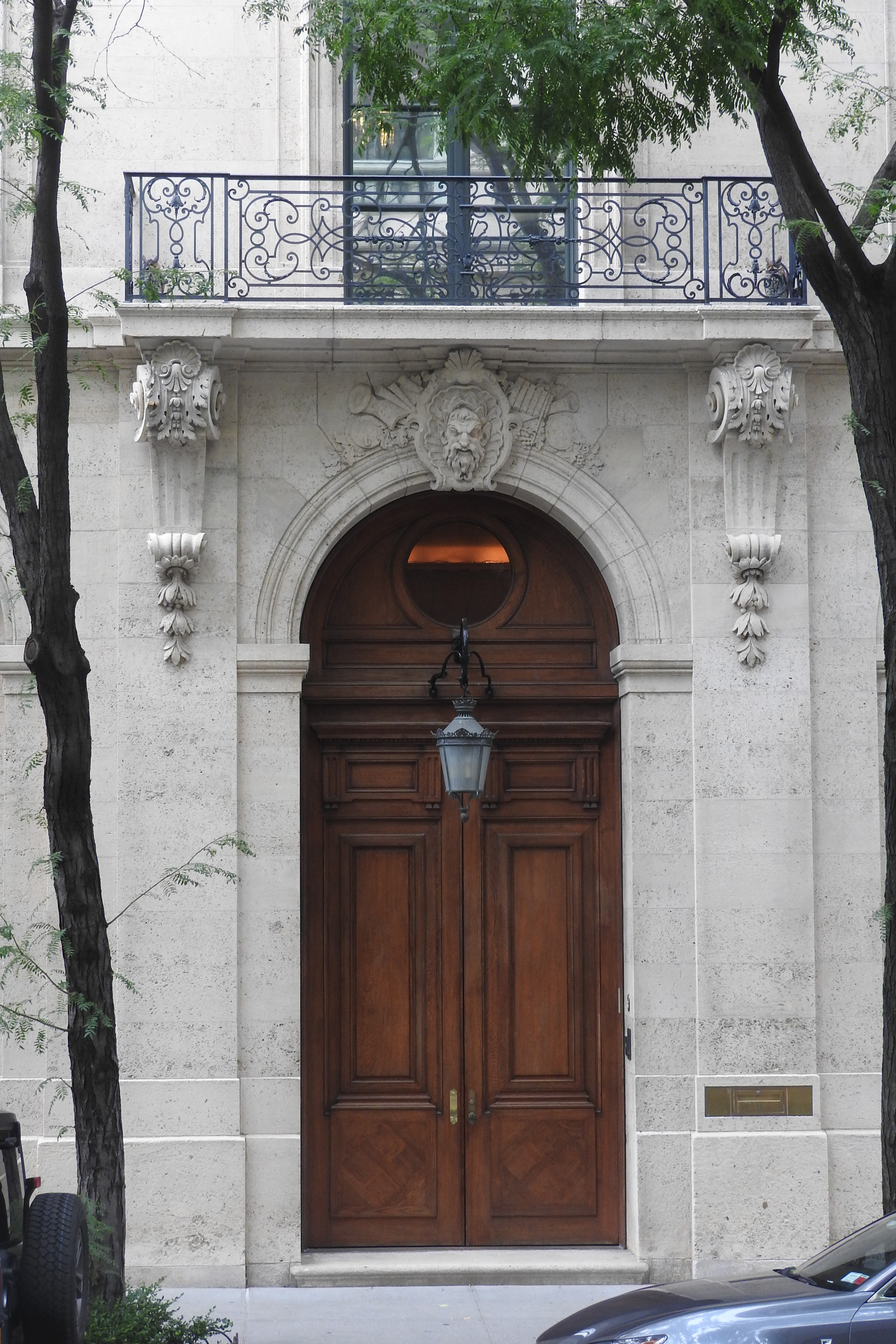
엡스타인은 71번가 동쪽 9번지 맨션에서 미성년자 성적 인신매매 혐의로 기소되었다.

2017년, 사라 랜섬(Sarah Ransome)은 엡스타인과 맥스웰을 상대로 소송을 제기하며, 맥스웰이 자신을 고용하여 엡스타인에게 마사지를 해주도록 했고, 나중에 뉴욕 맨션과 카리브해 개인 섬인 리틀세인트제임스에서 자신들의 성적 요구에 따르지 않으면 신체적 해를 가하거나 경력을 망치겠다고 협박했다고 주장했다. 이 소송은 2018년 비공개 조건으로 합의되었다.

#### 브래들리 에드워즈의 명예훼손 대 엡스타인 (2018)
변호사 브래들리 에드워즈가 엡스타인을 상대로 제기한 플로리다 주 민사 소송은 2018년 12월 재판이 예정되어 있었다. 이 재판은 피해자들이 자신들의 주장을 공개적으로 할 첫 기회를 제공할 것으로 예상되었다. 그러나 이 사건은 재판 첫날 합의되었고, 엡스타인은 에드워즈에게 공개적으로 사과했으며, 합의의 다른 조건은 비공개였다.

#### 마리아 파머 대 엡스타인 및 맥스웰 (2019)
2019년 4월 16일, 마리아 파머는 공개적으로 나서 뉴욕 연방 법원에 선서 진술서를 제출하여 1996년 자신과 15세 여동생 애니가 엡스타인과 맥스웰에게 각각 다른 장소에서 성폭행을 당했다고 주장했다. 파머는 1995년 뉴욕 미술 아카데미에서 자신의 졸업 전시회 리셉션에서 엡스타인과 맥스웰을 만났다. 이듬해인 1996년 여름, 그들은 그녀를 고용하여 레슬리 웩스너의 오하이오 맨션에서 미술 프로젝트를 진행하게 했는데, 그곳에서 그녀는 성폭행을 당했다. 파머는 이 사건을 뉴욕 경찰국과 FBI에 신고했다. 파머의 진술서는 또한 같은 여름에 엡스타인이 당시 15세였던 여동생을 뉴멕시코에 있는 자신의 부동산으로 비행기로 데려갔고, 그곳에서 엡스타인과 맥스웰이 마사지 테이블에서 그녀를 성적으로 학대했다고 진술했다.

#### 제니퍼 아라오즈 대 엡스타인 및 맥스웰 (2019)
2019년 7월 22일, 재판을 기다리며 수감 중이던 엡스타인에게 제니퍼 아라오즈(Jennifer Araoz)가 제기한 민사 소송에 대한 소장이 전달되었다. 그녀는 14세 때 탤런트 언리미티드 고등학교 밖에서 엡스타인의 동료에게 모집되었고, 1년 이상 점진적으로 길들여진 후 15세 때 엡스타인의 뉴욕 맨션에서 강간당했다고 진술했다. 아라오즈는 2019년 8월 14일 소송을 제기했는데, 이는 뉴욕 주 법이 아동 성적 학대 성인 생존자들이 학대 발생 시기와 상관없이 이전 범죄에 대해 소송을 제기할 수 있도록 1년의 기간을 허용하도록 업데이트된 시점이었다. 2019년 10월, 아라오즈는 자신의 고소장을 수정하여 엡스타인과 관련된 20개 이상의 기업 법인을 포함시켰고, 레슬리 그로프(Lesley Groff)와 심벌리 에스피노사(Cimberly Espinosa)를 추가 공범으로 지목했다.

#### 케이틀린 도 외 대 엡스타인 재산 (2019)
세 명의 여성 (케이틀린 도, 리사 도, 프리실라 도)은 2019년 8월 20일 제프리 엡스타인의 재산을 고소했다. 이 여성들 중 두 명은 엡스타인을 만났을 때 17세였고 한 명은 20세였다. 이 여성들은 자신들이 엡스타인과 "방대한 공범 기업"에 의해 모집되고, 원치 않는 성행위를 강요당했으며, 통제를 받았다고 주장했다.

#### 제인 도 대 엡스타인 재산 (2019)
엡스타인의 뉴욕 고발자 중 한 명인 제인 도(Jane Doe)는 2019년 9월 18일 뉴욕 남부지구 연방 법원에 그의 재산을 상대로 연방 소송을 제기한다고 발표했으며, 2002년에 모집되어 14세부터 3년 동안 엡스타인에게 성적 학대를 당했다고 진술했다.

#### 테레사 헬름 외 대 엡스타인 재산 (2019)
다섯 명의 여성 (테레사 헬름, 애니 파머, 마리아 파머, 줄리엣 브라이언트, 그리고 신원 미상의 여성)은 데이비드 보이스를 대리인으로 하여 2019년 11월 맨해튼 연방 지방 법원에 엡스타인의 재산을 상대로 강간, 폭행, 불법 감금 혐의로 소송을 제기했으며, 특정되지 않은 손해 배상을 요구했다.

#### 제인 도 15호 대 엡스타인 재산 (2019)
2019년 11월 18일, 제인 도 15호로 확인된 한 여성은 자신의 변호사 글로리아 올레드와 함께 공개적으로 나타나 뉴욕 남부지구 지방 법원에 제프리 엡스타인의 재산을 고소한다고 발표했으며, 2004년 자신이 15세였을 때 그가 자신을 조작하고, 인신매매했으며, 성적으로 학대했다고 주장했다.

#### 테알라 데이비스 대 엡스타인 재산 (2019)
2019년 11월 21일, 테알라 데이비스(Teala Davies)는 자신의 변호사 글로리아 올레드와 함께 맨해튼 연방 법원에 엡스타인의 재산을 상대로 소송을 제기한다고 발표했다. 데이비스는 2002년 엡스타인을 만난 후 그가 뉴욕, 뉴멕시코, 플로리다, 버진아일랜드, 프랑스에서 자신을 성적으로 학대하고 인신매매했다고 진술했다.

#### 제인 도즈 1–9호 대 엡스타인 재산 (2019)
2019년 12월 3일, 변호사 조던 머슨은 아홉 명의 익명 고발자 (제인 도즈 1-9호)를 대리하여 폭행, 구타, 고의적 정서적 고통을 이유로 뉴욕에서 엡스타인의 재산을 상대로 소송을 제기했다. 주장은 1985년부터 2000년대까지 거슬러 올라가며, 엡스타인을 처음 만났을 때 13세, 14세, 15세였던 개인들도 포함한다.

#### JJ 도 대 엡스타인 재산 (2019)
이 소송은 2019년 12월 말 브래들리 에드워즈가 자신의 의뢰인을 대리하여 제기했다. 고발자 JJ 도는 엡스타인이 2004년에 자신을 학대했을 당시 브로워드군의 14세 주민이었다고 설명된다.

#### 미국령 버진아일랜드 대 JP모건 체이스 은행 (2022)
미국령 버진아일랜드 정부는 2022년에 JP모건 체이스 은행을 상대로 소송을 제기하며, JP모건이 "제프리 엡스타인이 운영하는 인신매매 네트워크를 용이하게 하고, 유지하며, 은폐했다"고 주장했다. 관련 집단 소송에서는 은행이 엡스타인의 대규모 현금 인출 구조화를 도왔다고 주장했다.

#### 제인 도 대 맥스웰 및 엡스타인 (2020)
2020년 1월, 맥스웰과 엡스타인을 상대로 소송이 제기되었는데, 1994년 인터로첸 예술 센터의 13세 음악 학생을 모집하여 성적 학대를 가했다고 주장했다. 이 소송은 제인 도가 4년 동안 엡스타인에게 반복적으로 성적 학대를 당했으며, 맥스웰이 그녀의 모집과 학대 참여에 핵심적인 역할을 했다고 명시하고 있다.

#### 제인 도즈 대 엡스타인 재산 (2020)
2020년 8월, 9명의 제인 도는 엡스타인을 성적 학대 혐의로 고소했다. 이 소송의 피해자들은 11세 소녀와 1975년에 학대를 주장한 피해자를 포함한다.

#### 제인 도 대 엡스타인 재산 (2020)
2020년 8월, 엡스타인은 제인 도에게 고소당했는데, 그녀는 18세부터 1년 넘게 그에게 성적 학대를 당했다고 주장했다.

#### 제인 도 대 엡스타인 재산 (2021)
2021년 3월, 브로워드군 여성이 엡스타인의 재산을 상대로 민사 소송을 제기했으며, 2008년 플로리다에서 엡스타인과 맥스웰이 자신을 반복적으로 강간한 후 인신매매했다고 주장했다.

#### 미국령 버진아일랜드 대 JP모건 체이스 은행, N.A. (2022)
미국령 버진아일랜드 정부는 2022년 JP모건 체이스 은행을 상대로 소송을 제기하며, JP모건이 "제프리 엡스타인이 운영하는 인신매매 네트워크를 용이하게 하고, 유지하며, 은폐했다"고 주장했다. 관련 집단 소송에서는 은행이 엡스타인의 대규모 현금 인출 구조화를 도왔다고 주장했다.

## 개인 생활
엡스타인의 전 오랜 여자친구로는 에바 안데르손-두빈과 출판 재벌 상속녀 기슬레인 맥스웰이 있다. 엡스타인은 주로 1980년대에 11년간 안데르손-두빈과 교제했으며, 그녀가 글렌 두빈과 결혼한 후에도 좋은 친구 관계를 유지했다. 엡스타인은 1991년까지 몰락한 미디어 재벌 로버트 맥스웰의 딸인 맥스웰을 만났다. 엡스타인은 1991년 맥스웰을 미국으로 오게 하여 그녀의 아버지 사망으로 인한 슬픔을 극복하도록 도왔다. 맥스웰은 나중에 엡스타인의 고발자들 중 몇몇에 의해 미성년 소녀들을 알선하거나 모집한 것으로 연루되었으며, 한때는 엡스타인의 여자친구이기도 했다.
엡스타인의 여러 가사 직원들은 2009년에 맥스웰이 그의 공적 및 사적 생활에서 중심적인 역할을 했으며, 1992년경부터 직원의 채용, 감독, 해고를 담당했다고 증언했다. 1995년, 엡스타인은 자신의 회사 중 하나를 플로리다 팜비치에 있는 기슬레인 코퍼레이션(Ghislaine Corporation)으로 이름을 변경했으며, 이 회사는 1998년에 해산되었다. 2000년, 맥스웰은 엡스타인의 뉴욕 맨션에서 10블록도 채 떨어지지 않은 7,000평방피트 규모의 타운하우스로 이사했다. 이 타운하우스는 익명의 유한책임회사가 US$495만 달러에 매입했으며, 주소는 J. Epstein & Co.의 사무실과 일치한다. 구매자를 대리한 사람은 엡스타인의 오랜 변호사 대런 인디케(Darren Indyke)였다. 2003년 배너티 페어 기사에서 엡스타인은 맥스웰을 "내 가장 친한 친구"라고 언급했다.
엡스타인은 앤드루 왕자와 톰 배럭의 오랜 지인이었으며, 빌 클린턴, 조지 스테퍼노펄러스, 마크 저커버그, 도널드 트럼프, 케이티 커릭, 우디 앨런, 제프 베이조스, 세르게이 브린, 나오미 캠벨, 스티븐 호킹, 그리고 하비 와인스틴을 포함한 많은 저명한 사람들과 파티에 참석했다. 그의 인쇄된 주소록에 기재된 연락처에는 루퍼트 머독, 마이클 블룸버그, 앤드루 쿠오모, 존 케리, 리처드 브랜슨, 앨릭 볼드윈, 데이비드 코크, 그리고 마이클 잭슨이 포함되어 있었다. "블랙 북"에는 이스라엘 총리 에후드 바라크, 영국 총리 토니 블레어, 사우디아라비아 왕세자 무함마드 빈 살만도 포함되어 있었다. 클린턴과 트럼프 모두 엡스타인의 섬을 방문한 적이 없다고 주장했다.
마이클 울프에 따르면, 전 트럼프 최고 전략가 스티브 배넌과 엡스타인은 2017년 12월에 소개되었다. 배넌은 뉴욕 맨션에서 엡스타인을 여러 번 만났다. 또한 울프에 따르면, 배넌은 엡스타인에게 60분 인터뷰를 위해 코칭을 했지만, 이 인터뷰는 이루어지지 않았다. 뉴욕 타임스 기사는 빌 게이츠와 제프리 엡스타인의 관계가 2011년, 엡스타인의 유죄 판결 몇 년 후에 시작되어 몇 년간 지속되었다고 보도했다. 2021년 8월, 게이츠는 엡스타인과의 만남 이유가 엡스타인이 자선 활동을 위한 자금을 제공할 수 있기를 바랐기 때문이라고 말했지만, 그 아이디어는 성사되지 않았다. 게이츠는 "그와 시간을 보낸 것은 엄청난 실수였다. 그에게 그곳에 있었다는 신뢰를 준 것이었다"고 덧붙였다.
엡스타인은 개인용 보잉 727 제트기를 소유했으며 자주 비행했는데, "연간 600시간의 비행 시간... 주로 손님과 함께"를 기록했다. 이 제트기는 버진아일랜드 주민들에 의해 롤리타 익스프레스라는 별명으로 불렸는데, 리틀세인트제임스에 미성년자 소녀들을 태우고 자주 도착했기 때문이었다. 2003년, 엡스타인은 피델 카스트로 쿠바 대통령의 초청으로 콜롬비아 대통령 안드레스 파스트라나 아랑고와 함께 자신의 비행기를 타고 쿠바로 날아갔다. 마이애미 헤럴드의 파비올라 산티아고(Fabiola Santiago)에 따르면, 엡스타인은 당시 미국 법 집행기관의 조사를 받고 있었기 때문에 미국 법을 피하기 위해 쿠바로 이주하는 것을 고려했을 가능성이 높다.
2009년, 엡스타인의 형 마크는 트럼프가 엡스타인의 비행기를 최소 한 번 탔다고 주장했다. 그는 나중에 워싱턴 포스트에 트럼프가 엡스타인의 비행기를 "수없이" 탔지만, 마크는 단 한 번만 탑승했다고 말했다. 마이클 코코런(Michael Corcoran)에 따르면 트럼프는 자신의 비행기로 엡스타인을 최소 한 번 태웠다고 한다. 2002년 9월, 엡스타인은 자신의 제트기로 클린턴, 케빈 스페이시, 크리스 터커를 아프리카로 데려갔다. 2016년에 입수된 비행 기록에 따르면 빌 클린턴은 최소 12개의 국제 목적지로 27번 비행했다.
비행 기록에는 2002년 아시아 여행에서 최소 5편의 비행에 대한 미국 비밀경호국의 세부 사항이 기재되어 있지 않았고, 비밀경호국은 전 대통령이 엡스타인의 개인 섬을 방문했다는 증거가 없다고 진술했다. 2019년, 클린턴 대변인 앤젤 우레나(Angel Ureña)는 2002년과 2003년에 클린턴이 엡스타인의 비행기로 네 번 여행했으며, 직원 및 비밀경호국과 함께 세 대륙에 걸쳐 경유했다고 밝혔다. 엡스타인이 2019년 체포될 당시, 클린턴 대변인 앤젤 우레나는 클린턴이 "10년 넘게 엡스타인과 이야기하지 않았으며, 리틀세인트제임스 섬, 뉴멕시코에 있는 엡스타인의 목장, 또는 플로리다에 있는 그의 거주지에는 가본 적이 없다"고 진술했다.
2002년 뉴욕 잡지의 엡스타인 프로필에서 도널드 트럼프는 다음과 같이 언급했다: "나는 제프를 15년 동안 알았다. 대단한 사람이다. 그와 함께 있으면 정말 재미있다. 그가 나만큼 아름다운 여자를 좋아한다는 말도 있는데, 그들 중 많은 수가 어린 편이다. 의심할 여지 없이 – 제프리는 자신의 사회 생활을 즐긴다." 2019년 7월, 트럼프는 "팜비치에 사는 모든 사람이 그를 알듯이 나도 그를 알았다"고 말하며, 엡스타인의 "팬"이 아니었고 약 15년 동안 그와 이야기한 적이 없다고 네 번 진술했다. 1992년 마러라고에서 두 남성이 함께 파티를 즐기는 영상이 공개되었다. 2007년까지 트럼프는 엡스타인을 그의 마러라고 클럽에서 추방한 것으로 알려졌는데, 이는 그가 어린 소녀들을 부적절하게 추구했기 때문이었다. 이 추방 주장은 변호사 브래들리 에드워즈가 제출한 법원 문서에 포함되었지만, 에드워즈는 나중에 그것이 소문이었고 확인하려고 했지만 할 수 없었다고 말했다.
2002년, 빌 클린턴 대변인은 엡스타인을 "헌신적인 자선가"이자 "통찰력과 관대함"을 가진 인물로 칭찬했다. 당시 엡스타인은 록펠러 대학교 이사, 삼극위원회 및 외교협회 회원이었으며, 하버드 대학교의 주요 기부자였다. 엡스타인은 클린턴이 대통령이던 시절 백악관을 네 차례 방문한 것으로 알려져 있다. 1993년, 그는 동반자 기슬레인 맥스웰과 함께 백악관 기부 행사에도 참석했다. 같은 시기에 그는 백악관에서 클린턴 대통령의 보좌관 마크 미들턴(Mark Middleton)과 최소 세 번 만났다. 1995년, 금융가 린 포레스터 드 로스차일드는 클린턴과 "제프리 엡스타인과 통화 안정화"에 대해 논의했다. 엡스타인은 자신의 진술에 따르면, 외환 시장에 깊이 관여했으며 규제되지 않은 외환 시장에서 대량의 통화를 거래했다. 1995년, 엡스타인은 빌 클린턴을 위한 소규모 정치 기금 모금 만찬에도 참석했는데, 이 자리에는 론 페렐만, 돈 존슨, 지미 버핏, 그리고 만찬 주최자인 폴 프로스페리(Paul Prosperi)를 포함한 14명의 다른 사람들이 있었다.
1990년대부터 2000년대 중반까지 엡스타인은 도널드 트럼프와 자주 교류했다. 작가 마이클 울프는 당시 트럼프, 엡스타인, 톰 배럭이 사교계에서 "밤문화 총사들" 같았다고 썼다. 2017년 녹음에서 엡스타인은 자신이 "10년간 도널드의 가장 친한 친구"였다고 진술했다. 엡스타인과 트럼프는 뉴욕시와 팜비치에 모두 집이 있었고, 그곳에서 사교 활동을 했다. 2003년 4월, 뉴욕 매거진은 엡스타인이 맨해튼 자택에서 빌 클린턴을 기리는 만찬회를 열었으나, 클린턴은 참석하지 않았고 트럼프는 참석했다고 보도했다. 더 워싱턴 포스트에 따르면, 당시 엡스타인과 트럼프를 알던 한 사람은 "그들은 친했고" "서로의 윙맨이었다"고 언급했다. 2004년 11월, 엡스타인과 트럼프의 우정은 팜비치에서 경매에 나온 4천만 달러짜리 저택 메종 드 라미티에를 두고 입찰 전쟁에 휘말리면서 곤경에 처했다. 트럼프는 4천1백만 달러에 경매에서 승리했고, 4년 후 러시아 억만장자 드미트리 리볼로블레프에게 9천5백만 달러에 성공적으로 부동산을 매각했다. 그 달은 엡스타인과 트럼프가 교류한 마지막 기록이다.

### 재산

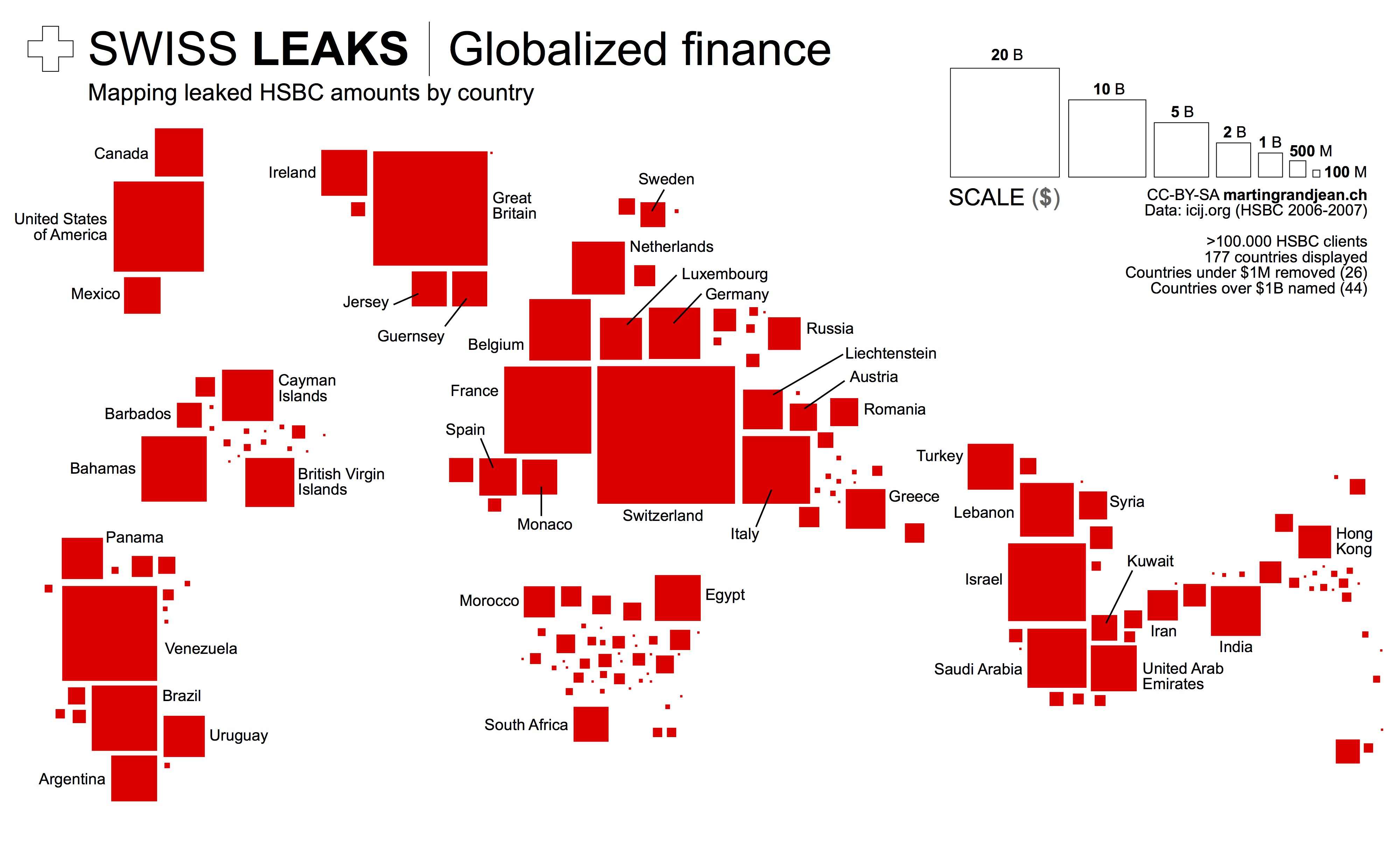
스위스릭스 파일은 엡스타인이 역외 계좌에 수백만 달러를 보관했음을 나타낸다. 지도는 유출된 파일의 계좌 보유자들의 전 세계적 범위를 보여준다.

엡스타인 재산의 정확한 출처는 알려져 있지 않다. 레슬리 웩스너는 엡스타인 초기 재산의 한 출처였다. 엡스타인의 한 비서 또한 그가 기슬레인 맥스웰의 미디어 거물 아버지인 로버트 맥스웰을 통해 재산을 모으기 시작했다고 진술했다. 2008년 엡스타인이 매춘 알선 및 조달 혐의를 인정했을 때, 그의 변호사들은 그가 순자산 10억 달러가 넘는 억만장자라고 진술했다. 그러나 여러 출처에서 엡스타인의 재산 규모와 억만장자로서의 지위에 의문을 제기했다. 뉴욕 타임스 기사에 따르면, 그의 "재산은 사실이라기보다는 환상에 가까울 수 있다". 엡스타인은 2008년 금융 위기로 "막대한 돈"을 잃었고, 소매업 억만장자 레슬리 웩스너를 포함한 "친구와 후원자들"은 2008년 매춘 혐의를 인정한 후 "그를 버렸다". 뉴욕 매거진은 엡스타인의 "재정적 신뢰도"에 대한 "증거가 거의 없다"고 주장했고, 포브스 또한 "왜 성범죄자 제프리 엡스타인은 억만장자가 아닌가"라는 제목의 기사를 게재했다.
미성년자와의 성행위 혐의로 엡스타인이 유죄를 인정한 사건에서 피해자 세 명의 변호사였던 스펜서 쿠빈은 "그와 그의 팀이 엡스타인의 순자산을 알아내기 위해 '가능한 모든 방법을 추구했지만', 그의 재산 대부분이 역외에 있다는 것을 발견했다"고 진술했다. 마이애미 헤럴드가 스위스릭스 문서를 조사한 결과 엡스타인이 역외 조세 피난처에 수백만 달러가 예치된 여러 금융 계좌를 가지고 있는 것으로 나타났다. 패러다이스 페이퍼스에서는 엡스타인이 1997년 2월, 역외회사와 투자 수단 설립을 전문으로 하는 버뮤다 기반 로펌 애플비의 고객이 되었음을 보여준다. 엡스타인의 고객 프로필은 그의 직업을 "포춘 매니저"라고 모호하게 설명했다.
2019년 7월 12일, 연방 검찰은 법원 문서에서 한 금융 기관의 기록을 바탕으로 제프리 엡스타인이 "엄청난 부자"이며 최소 5억 달러의 자산을 보유하고 연간 1천만 달러 이상을 벌어들였다고 진술했다. 그러나 보석 신청을 위해 재정 진술서를 작성하지 않았기 때문에 그의 재산 규모는 알려지지 않았다. 블룸버그 뉴스에 따르면, "오늘날 엡스타인의 현재 사업이나 고객에 대해 알려진 바가 너무 적어서 확실하게 가치를 매길 수 있는 것은 그의 재산뿐이다." 마이애미 헤럴드는 패러다이스 페이퍼스와 스위스 릭스 문서에 대한 조사에서 엡스타인의 재산이 전 세계에 비밀리에 분산되어 있을 가능성이 높다고 결론 내렸다.
2020년, 엡스타인 유산의 재정 보고서에 따르면 2020년 6월부터 2020년 12월까지 미국령 버진아일랜드에 설립된 "엡스타인 피해자 보상 기금"에 100명 이상의 여성들에게 거의 5천만 달러가 지급되었다. 2021년 2월 기준으로, 유산은 전년도 6억 3천만 달러 추정치에서 약 2억 4천만 달러로 줄어들었다. 이로 인해 미국령 버진아일랜드의 법무장관 데니스 조지는 즉각적인 자산 동결을 요청하는 긴급 동의를 제출했다. 그녀는 피해자들이 동참한 법원 문서에서 유산 집행자들이 돈을 "잘못 관리했다"고 주장했다.

### 거주지

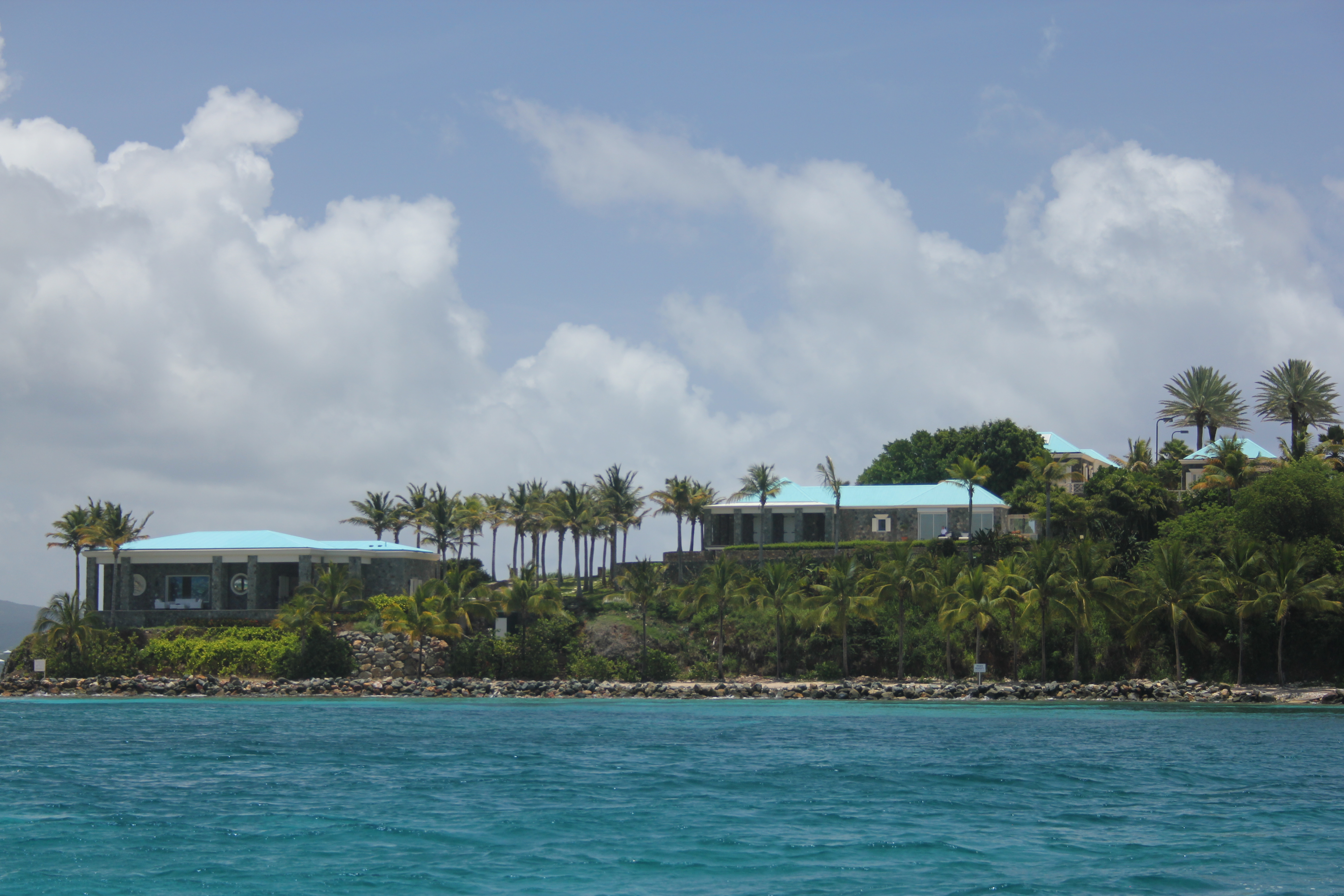
미국령 버진아일랜드에 있는 엡스타인의 개인 섬 리틀 세인트 제임스

엡스타인은 뉴욕시 맨해튼의 어퍼 이스트 사이드에 있는 9 이스트 71번가에 허버트 N. 스트라우스 하우스를 소유했다. 이 건물은 원래 1989년 엡스타인의 멘토인 레스 웩스너가 1,320만 달러에 구입하여 완전히 개조했다. 엡스타인은 웩스너가 결혼하여 아내와 함께 콜럼버스 (오하이오주)로 이주하여 가정을 꾸린 후 1995년에 저택으로 이사했다. 그는 1998년에 웩스너에게 2천만 달러를 지불하고 저택을 완전히 소유했다. 2019년 연방 검찰은 이 저택의 가치를 7,700만 달러로 평가했으며, 시 당국은 5,600만 달러로 평가했다. 이 저택은 맨해튼에서 21,000 ft2 (2,000 m2)의 면적으로 가장 큰 개인 주택으로 알려져 있다. 계단 아래 숨겨진 공간에는 자체 폐쇄회로 텔레비전 화면과 전화기가 설치된 납으로 된 욕실이 있으며, 둘 다 세면대 아래 캐비닛에 숨겨져 있다. 이 집에는 눈을 녹이는 난방 보도도 있다. 입구 홀에는 부상당한 군인들을 위해 영국에서 제작된 개별 액자에 담긴 인공 안구들이 줄지어 놓여 있다.
이 재정가의 다른 부동산으로는 1990년에 구입한 플로리다주 팜비치에 있는 저택, 에투알 개선문 근처 프랑스 파리의 22 아브뉴 포슈에 있는 아파트 건물 7개 유닛, 1993년에 구입한 뉴멕시코주 스탠리 근처에 있는 7,500 ac (30 km2) 규모의 조로 랜치 목장, 1998년에 구입한 저택과 게스트 하우스를 포함한 미국령 버진아일랜드 세인트토머스섬 근처의 개인 섬 리틀 세인트 제임스, 그리고 2016년에 구입한 이웃 섬 그레이트 세인트 제임스가 있다. 엡스타인은 후자에 원형극장과 "수중 사무실 & 수영장"을 포함한 단지를 건설하고 있었으나, 2018년 말에 공사 중지 명령이 내려지면서 문제가 발생했다. 이 명령에도 불구하고 공사는 계속되었다.
엡스타인은 마지막 맨해튼 자택 이전에, 1992년부터 1995년까지 월 15,000달러에 34 이스트 69번가에 있는 넓은 타운하우스에 살았다. 이 타운하우스는 원래 이란 정부 건물이었으나 이란 혁명 동안 미국 국무부에 의해 점유되었다. 그는 또한 1992년부터 1998년까지 오하이오주 콜럼버스 외곽, 웩스너의 집 근처에 있는 저택을 그의 멘토로부터 구입하여 소유했었다. 허버트 스트라우스 하우스가 구입되기 전, 웩스너는 1988년에 11 이스트 71번가에 인접한 타운하우스를 구입했다. 9 이스트 71번가 집의 경우와 마찬가지로 엡스타인은 11 이스트 71번가 집의 등기부에 수탁자로 등재되어 있었다. 이 타운하우스는 1996년 드 군스버그/브론프만 가문의 자산 일부를 보유한 코멧 트러스트에 매각되었다.
엡스타인은 빌라드 하우스의 457 매디슨 애비뉴에 사업을 위한 사무실을 임대했다. 스티븐 호펜버그는 1987년 타워 파이낸셜에 컨설팅을 제공할 때 엡스타인을 위해 이 사무실을 처음 마련했다. 엡스타인은 적어도 2003년까지 이 사무실을 사용했다. 이 무렵 마이클 울프는 과거 랜덤하우스의 사무실이었던 엡스타인의 사무실에서 그를 보았다. 울프는 엡스타인의 사무실이 전혀 기업적인 분위기가 없는 이상한 곳이었다고 언급했다. 울프는 사무실이 "거의 유럽적이었다. 오래되었고, 구식이며, 어떤 면에서는 개조되지 않았다"고 말했다. 울프는 이어서 "거래장은 야믈케를 쓴 사람들로 가득 차 있다. 그들이 누구인지 나는 전혀 모른다. 그들은 마치 과거로 돌아간 듯한, 50년대의 사람들과 같았다. 그래서 여기에 제프리가 이 놀랍도록 아름다운 사무실에, 예술 작품들과 안뜰 풍경과 함께 있는데, 그는 세상에서 가장 편안한 사람처럼 보인다. '여기서 무슨 일이 벌어지고 있는 거지?'라고 묻고 싶을 때, 그는 체셔 고양이처럼 웃어준다."
엡스타인은 1990년대부터 301 이스트 66번가에서 직원, 모델, 손님을 위해 여러 아파트 유닛을 임대했다. 이 주소에 있는 아파트 단지의 대부분은 제프리 엡스타인의 형 마크가 소유한 오사 프로퍼티즈가 소유하고 있으며, 마크는 1990년대 초 웩스너로부터 이 단지를 구입했다. 수년 동안 엡스타인은 11 이스트 71번가에 그의 전 여자친구 에바 안데르손(현재 그의 헤지펀드 친구 글렌 더빈과 결혼), MC2 모델스 설립자 장-뤽 브루넬, 그리고 때로는 전 이스라엘 총리 에후드 바라크를 포함한 다양한 친구들을 수용했다. 그는 자신의 조종사, 가사도우미 및 사무직 직원을 포함한 일부 직원들을 아파트 단지에 수용했다. 엡스타인은 또한 브루넬이 자신의 MC2 모델링 에이전시를 위해 스카우트한 미성년 소녀들을 수용하기도 했다. 2012년 8월 6일, MC2와 연관된 모델 겸 파티 프로모터인 페드로 가스파르는 맨해튼에 있는 다른 모델링 에이전시 지점 위에 살았는데, 일부 사람들이 의심스러운 약물 과다 복용이라고 생각하는 원인으로 사망했다.

### 정치 기부

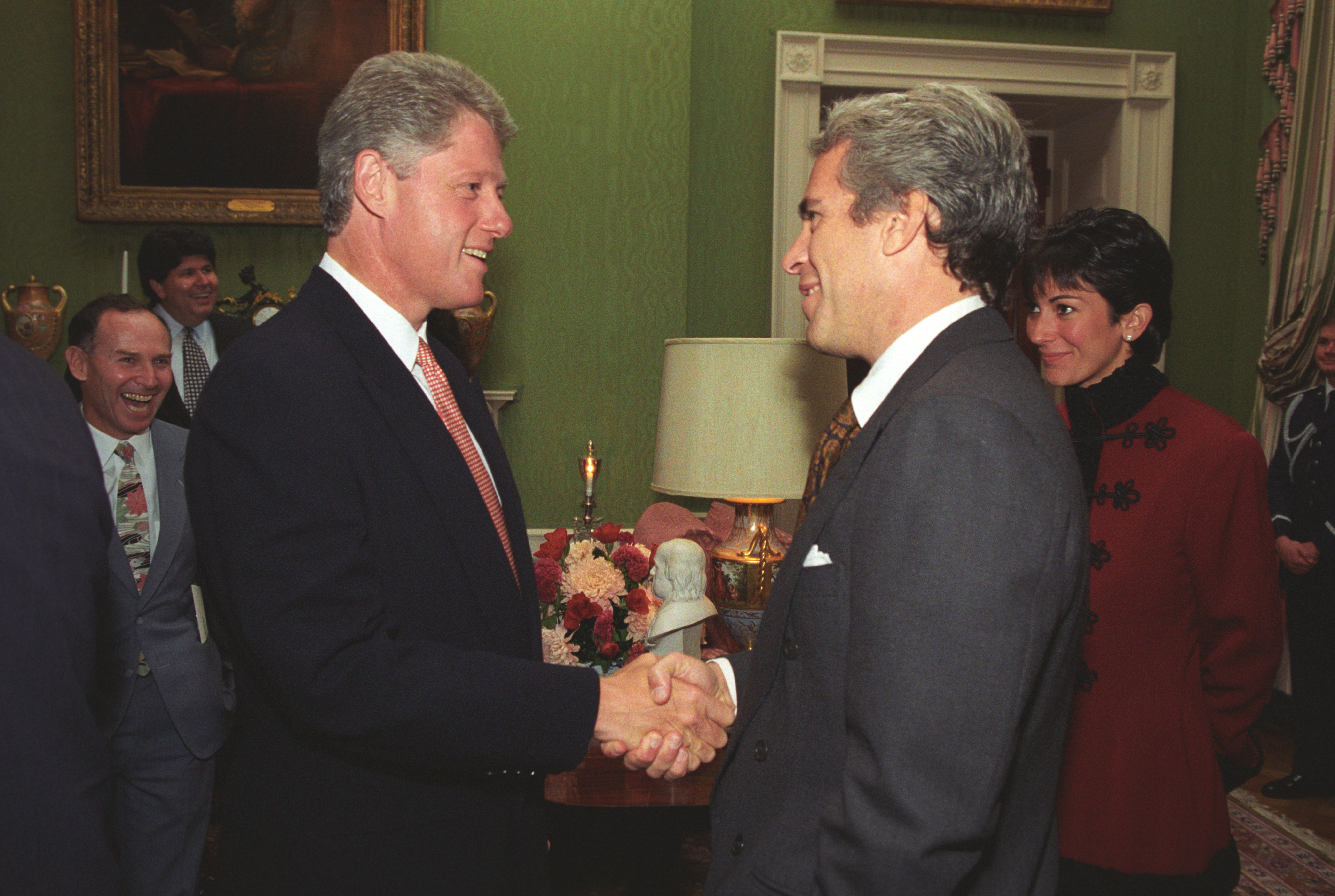
1993년 9월, 엡스타인이 빌 클린턴 대통령과 백악관에서 악수하는 모습 (오른쪽 배경에 기슬레인 맥스웰과 함께)

2002년 엡스타인은 "나는 사람들에게 투자한다. 정치든 과학이든. 그게 내가 하는 일이다"라고 말했다. 1989년부터 2003년까지 엡스타인은 미국 민주당 연방 후보와 위원회에 139,000달러 이상을 기부했고, 미국 공화당 후보와 단체에 18,000달러 이상을 기부했다. 엡스타인은 2002년 빌 리처드슨의 뉴멕시코 주지사 당선 캠페인에 50,000달러를 기부했고, 2006년 재선 캠페인에도 다시 기부했다. 같은 해, 그는 게리 킹의 뉴멕시코주 법무장관 당선 캠페인에 15,000달러를 기부했다. 그는 나중에 2014년 킹의 실패한 주지사 캠페인에 35,000달러를 기부했다. 뉴멕시코에서의 다른 기부금으로는 짐 바카의 토지 위원회장 캠페인에 10,000달러, 산타페군 보안관 짐 솔라노의 재선 입찰에 2,000달러가 포함된다. 2010년, 엡스타인은 뉴멕시코 공공안전국으로부터 "당신은 뉴멕시코주에 [성범죄자로] 등록할 필요가 없다"는 통지를 받았다. 이는 플로리다에서의 유죄 판결로 인해 뉴멕시코에 등록해야 한다는 연방법에 위배되는 것으로 보였다.

### 정보 기관과의 연루 의혹
엡스타인은 정보 기관과 연관되어 있다는 소문이 있었다. 미국의 언론인 딜런 하워드, 멜리사 크로닌, 제임스 로버트슨은 그들의 책 《엡스타인: 죽은 자는 말이 없다》(Epstein: Dead Men Tell No Tales)에서 엡스타인을 이스라엘 모사드와 연결시켰다. 그들은 대부분 전 이스라엘 정보 요원인 아리 벤-메나쉬의 증언에 의존했다. 그에 따르면, 엡스타인의 스파이 활동은 강력한 인물들에 대한 타협적인 자료를 수집하여 그들을 블랙메일하기 위함이었다. 기슬레인 맥스웰을 통해서도 모사드와의 연관성이 있을 수 있는데, 그녀의 아버지 로버트 맥스웰은 모사드와 접촉한 것으로 알려져 있다. 엡스타인의 피해자 버지니아 주프레 또한 엡스타인을 정보 자산이라고 주장하며, 엡스타인이 스파이이자 블랙메일 작전을 운영했다는 레딧 페이지를 트위터에 링크했다.
플로리다의 미국 검사였던 미국 노동부 장관 알렉산더 아코스타는 2008년 엡스타인의 변호사들(그 중 앨런 더쇼비츠도 포함)과 합의에 도달했고, 이로 인해 그는 매우 가벼운 징역형을 받았다. 아코스타는 나중에 엡스타인이 "정보기관에 소속되어 있었다"는 말을 들었으며, 이 문제는 자신의 "급여 수준"을 넘어서는 일이었다고 보고했다. 아코스타에 따르면, 그는 엡스타인에게 좋은 합의를 해 주도록 압력을 받았다. 전 CIA 국장이자 외교관인 윌리엄 J. 번스는 엡스타인과 세 번 만났다. CIA 대변인에 따르면, 번스는 엡스타인이 "민간 부문으로 전환하는 데" 도움이 될 것이라고 기대했다.

### 자선 활동

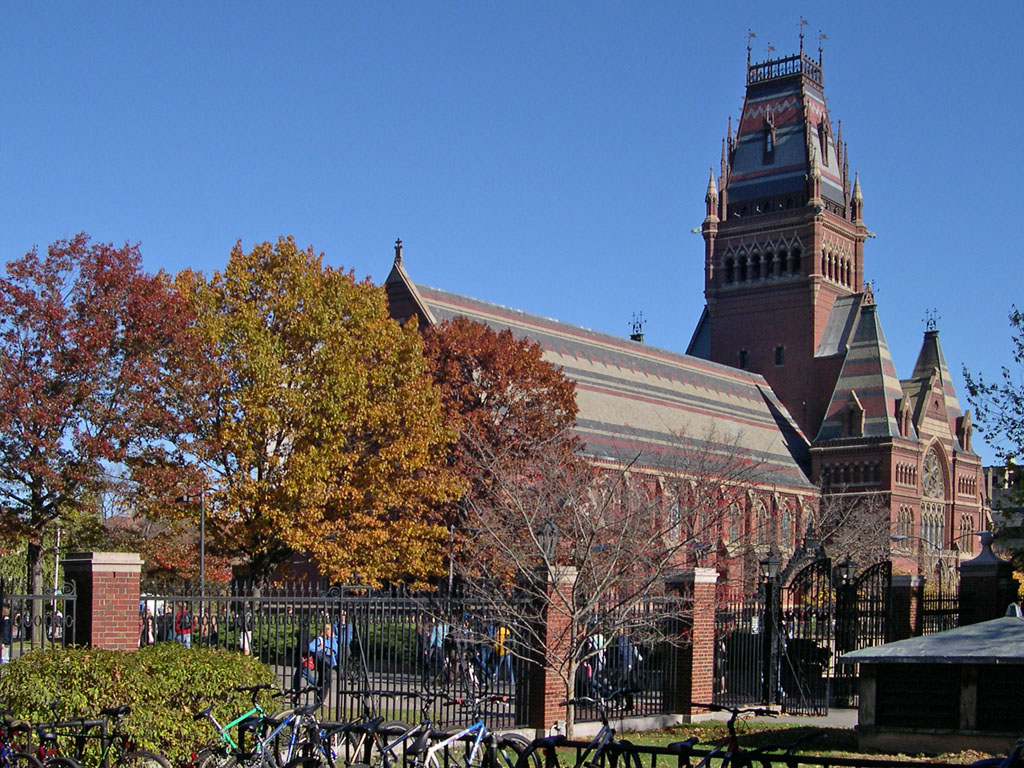
엡스타인은 수년에 걸쳐 다양한 목적을 위해 하버드 대학교에 수백만 달러를 기부했다.

1991년, 엡스타인은 하버드 대학교의 힐렐 학생 건물인 로소프스키 홀에 200만 달러를 모금하기로 약속한 네 명의 기부자 중 한 명이었다. 1990년대에 엡스타인은 백악관 역사 협회에 10,000달러를 기부했다. 2000년, 엡스타인은 과학 연구 및 교육에 자금을 지원하는 제프리 엡스타인 VI 재단을 설립했다. 2003년 이전에는 재단이 프린스턴 (뉴저지주)의 고등연구소에 있는 마틴 노왁의 연구에 자금을 지원했다. 2003년 5월, 엡스타인은 마틴 노왁이 운영하는 하버드 수학 생물학 및 진화 역학 프로그램을 만들기 위해 총 3천만 달러의 일련의 기부를 약속했다. 보스턴 글로브에 따르면, 엡스타인으로부터 실제로 받은 금액은 650만 달러였다. 2019년, 포브스는 2013년 기사를 삭제했는데, 이 기사는 엡스타인을 "최첨단 과학의 가장 큰 후원자 중 한 명"이라고 불렀다. 뉴욕 타임스가 이 기사의 저자인 드루 헨드릭스가 자신의 이름으로 거짓으로 제출하도록 600달러를 받았다고 폭로한 후였다.
변호사 제럴드 B. 레프코트에 따르면, 엡스타인은 "클린턴 글로벌 이니셔티브를 구상한 원래 그룹의 일원"이었으며 2006년에는 클린턴 재단에 25,000달러를 기부했다.
엡스타인은 환영술사이자 회의론자인 알 세켈과 함께 마인드쉬프트 컨퍼런스라는 과학 행사를 공동 주최했다. 이 컨퍼런스는 2010년 엡스타인의 개인 섬 리틀 세인트 제임스에서 열렸다. 참석한 과학자들로는 머리 겔만, 레너드 믈로디노프, 제럴드 제이 서스먼 등이 있었다. 엡스타인의 기부금 총액은 알려져 있지 않다. 제프리 엡스타인 VI 재단은 다른 자선 단체들이 일상적으로 공개하는 정보를 공개하지 않고 있다. 이러한 투명성 부족에 대한 우려가 제기되었다. 2015년, 뉴욕주 법무장관은 정보를 얻으려고 시도했지만, 자선 단체가 주 외에 기반을 두고 뉴욕주에서 모금하지 않았기 때문에 거부당했다고 보고되었다.
엡스타인은 제프리 엡스타인 VI 재단을 통한 기부 외에도, 그의 세 가지 개인 자선 단체인 엡스타인 이자, COUQ 재단, 그래티튜드 아메리칸 리미티드를 통해 여러 자선 기부를 했다. 연방 세금 신고서에 따르면, 엡스타인은 1998년부터 2018년까지 이 세 자선 단체를 통해 3천만 달러를 기부했다. 그의 사망 이후, 하버드 대학교와 매사추세츠 공과대학교 (MIT)를 포함한 여러 과학자들과 기관들이 엡스타인과 그의 재단으로부터 돈을 받은 것에 대해 비판을 받았고, 일부 개인들은 엡스타인이 기부한 돈을 돌려주겠다고 제안했다.

### 우생학 및 트랜스휴머니즘에 대한 관심
여러 출처에 따르면, 2000년대 초반부터 엡스타인은 자신의 정자를 사용하는 것을 포함하여 유전공학과 인공지능을 통해 인류를 "개선"하는 데 강한 관심을 보였다. 그는 다양한 행사와 자리에서 과학계에 연설하며 우생학에 대한 자신의 매력을 알렸다. 2019년 8월에는 엡스타인이 자신의 뉴멕시코 단지를 "베이비 랜치"로 사용하여 한 번에 20명까지 여성에게 임신시켜 자신의 DNA로 인류를 "번식"시킬 계획을 세웠다고 보도되었다. 그는 인체냉동보존과 자신만의 독특한 형태의 트랜스휴머니즘을 지지했으며, 자신의 음경과 머리를 냉동 보존할 의도라고 말했다.
펜실베이니아 대학교 아넨버그 공공정책센터 소장인 캐슬린 홀 재미슨은 "과학자들은 중요한 연구를 위해 자금이 필요하다... 만약 자금이 합법적인 과학 연구를 위한 것이라면, 억만장자로부터 지원을 받는 것은 전혀 문제가 되지 않는다. 그러나 만약 과학자들이 그가 그들과의 연관성으로부터 정당성을 얻을 수 있는 우생학 실험을 계획하고 있다는 것을 알고 있었다면, 그의 자금을 받는 것은 잘못된 일이었을 것이다"라고 말했다. 조지 교회 교수 또한 13개월 형을 받은 후 엡스타인을 만난 것에 대해 공개적으로 사과하며 이렇게 말했다. "우리가 이걸 해야 할까, 이 사람을 도와야 할까에 대해 더 많은 대화가 있었어야 했다. 그저 많은 괴짜들이 터널 시야에 갇혀 있었다."

## 사망

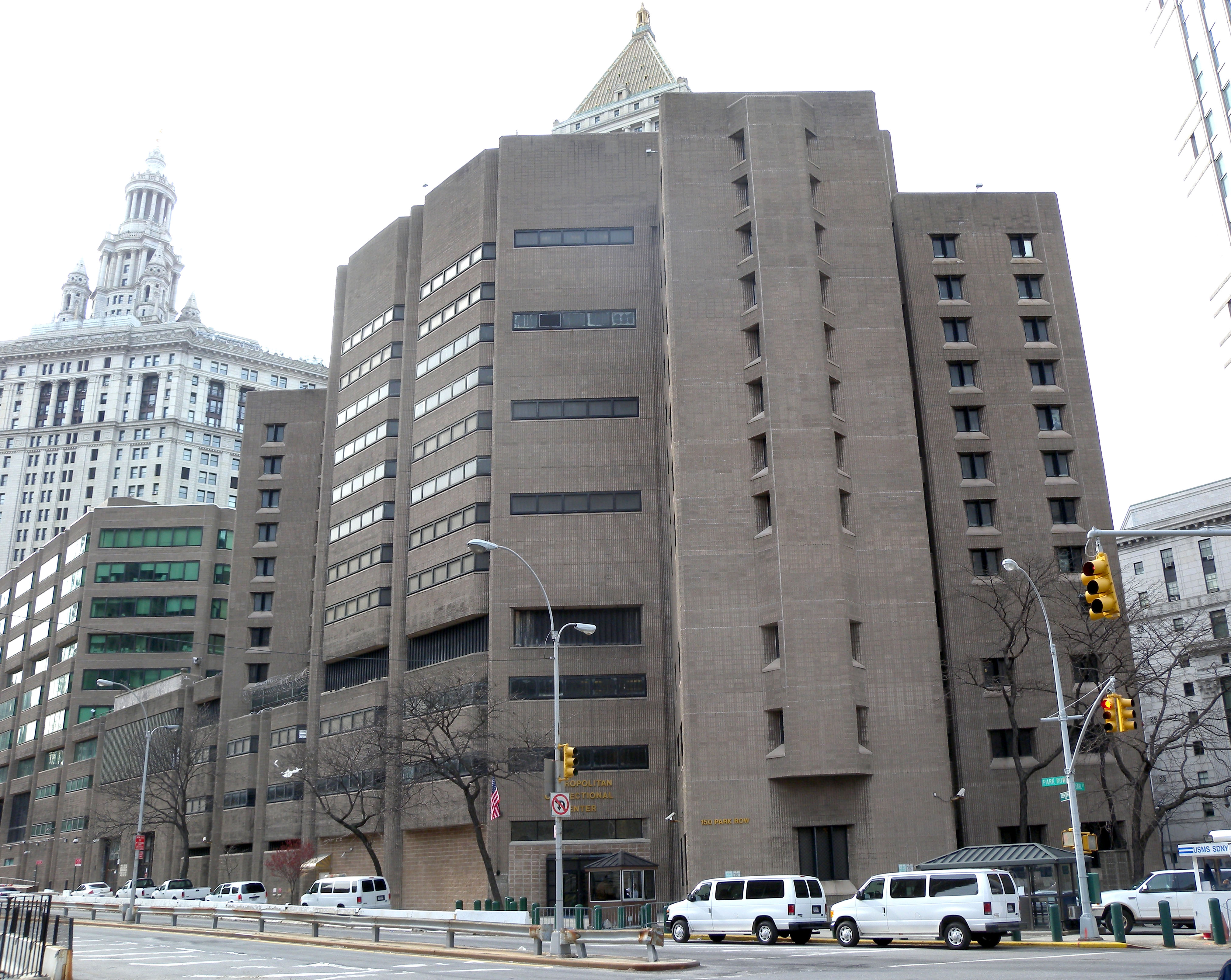
엡스타인의 사망 당시 그는 뉴욕 메트로폴리탄 교정 센터에 구금되어 성매매 혐의로 재판을 기다리고 있었다.

2019년 7월 23일, 엡스타인은 오전 1시 30분 경 감방 바닥에서 목에 자국이 있는 채로 다친 상태로 반의식 상태로 발견되었다. 그의 감방 동료인 전 뉴욕시 경찰관 니콜라스 타르타글리오네는 당시 4건의 살인 혐의로 재판을 기다리고 있었는데, 엡스타인의 상태에 대해 질문을 받았다. 그는 무슨 일이 있었는지 전혀 모른다고 부인했다. 교도관들은 자살 시도를 의심했지만, 위장되었거나 다른 재소자에게 폭행당했을 가능성도 배제하지 않았다. NBC 뉴스에 따르면, 두 소식통은 엡스타인이 목을 매달려 자살하려 했을 가능성이 있다고 말했고, 세 번째 소식통은 부상이 심각하지 않으며 위장되었을 수 있다고 말했다. 네 번째 소식통은 감방 동료에 의한 폭행 가능성도 배제되지 않았다고 말했다. 그 사건 이후, 그는 자살 감시 대상이 되었다. 6일 후인 2019년 7월 29일, 엡스타인은 자살 감시 대상에서 해제되어 다른 수감자와 함께 특별 수용 시설로 옮겨졌다. 엡스타인의 가까운 지인들은 그가 "기분이 좋았다"고 말했다.
엡스타인이 특별 수용 시설에 배치되었을 때, 교도소는 법무부에 그가 감방 동료를 가질 것이며, 교도관이 30분마다 감방을 확인할 것이라고 통보했다. 이러한 절차는 그가 사망한 밤에는 지켜지지 않았다. 2019년 8월 9일, 엡스타인의 감방 동료는 다른 곳으로 이송되었으나, 아무도 그의 자리를 대신하지 않았다. 그날 저녁 늦게, 교도소의 정상적인 절차와 달리 엡스타인은 30분마다 점검받지 않았다. 그날 밤 그의 감방을 확인해야 할 두 명의 교도관은 잠들었고 약 3시간 동안 그를 확인하지 않았다. 교도관들은 관련 기록을 위조했다. 엡스타인의 감방 앞의 두 대의 카메라도 그날 밤 고장 났다.
엡스타인은 2019년 8월 10일 EDT 오전 6시 30분, 뉴욕 메트로폴리탄 교정 센터 (MCC)의 감방에서 사망한 채 발견되었다. 교정국은 엡스타인의 시신 발견 즉시 생명 유지 조치를 시작했다고 밝혔다. 응급 구조대가 호출되었고 그는 병원으로 옮겨졌다. 2019년 8월 10일, 연방 교정국과 미국 법무장관 윌리엄 바는 최종 결론이 내려지지 않았음에도 불구하고 사망을 명백한 자살로 발표했다. 2023년 6월 27일 공개된 미국 법무부 감찰관실의 조사 보고서는 엡스타인의 구금 및 사망과 관련하여 교도소 관리들의 반복적인 "과실, 위법 행위, 그리고 명백한 업무 수행 실패"를 비판했다. 또한 발생한 일이 자살 외의 다른 것이라는 주장을 부정했다. 2025년 5월, 연방수사국은 제프리 엡스타인의 사망 당일 밤의 감시 영상을 공개할 계획을 발표하며, 계속되는 음모론을 해소하려 했다. 댄 봉기노 부국장은 영상에서 엡스타인이 감방에 혼자 있는 것이 명확하며 외부 개입의 증거는 없다고 밝히며, 공식적인 자살 판정을 재확인했다.

### 부검
2019년 8월 11일 부검이 실시되었다. 엡스타인이 감방의 위층 침대에서 격렬하게 뛰어내렸을 가능성이 높아 보였는데, 이는 목 졸림 외에 그가 입은 손상을 설명할 수 있을 것이다. 부검의 예비 결과, 엡스타인의 목뼈에 여러 골절이 발견되었다. 엡스타인의 목에서 부러진 뼈 중에는 목뿔뼈도 있었다. 이러한 목뿔뼈 골절은 상당한 높이에서 목을 매단 사람(예: 의자에서 밧줄로 뛰어내리는 경우)에게서 발생할 수 있지만, 살인에 의한 목 졸림 피해자에게서 더 흔하게 나타난다. 2010년 연구에 따르면 목맴 사례의 25%에서 부러진 목뿔뼈가 발견되었다. 2010년부터 2016년까지 진행된 더 큰 연구에서는 목맴 사례 264건 중 16건(6%)에서만 목뿔뼈 손상이 발견되었다. 목뿔뼈 골절은 뼈가 더 부서지기 쉬워지면서 나이가 들수록 더 흔해진다. 법의학 병리학자 시릴 웩트는 앞으로 몸을 기울여 목을 매는 것은 경추 골절을 초래하지 않을 것이라고 언급했다.
2019년 8월 16일, 뉴욕시 검시관 바바라 샘슨은 엡스타인의 사망 원인을 목맴으로 인한 자살로 판정했다. 엡스타인의 변호인단에 따르면, 검시관은 그녀의 결론에 도달하는 데 도움이 되도록 단 하나의 보안 카메라 영상 중 9분만을 보았다. 엡스타인의 변호사들은 검시관의 결론에 만족하지 않았으며, 그의 사망 원인에 대한 독립적인 조사를 진행하고 있었다. 여기에는 필요한 경우 법적 조치를 통해 사망 당일 밤 그의 감방 근처의 핵심 카메라 영상을 확인하는 것도 포함된다. 엡스타인의 변호사들은 엡스타인의 사망에 관한 증거가 자살보다는 살인과 "훨씬 더 일치한다"고 말했다. 엡스타인 유산 측에서 고용한 독립 병리학자 마이클 베이든이 부검을 참관했다. 2019년 10월, 베이든은 엡스타인이 목뼈 골절을 포함한 여러 부상을 입었으며, 이러한 부상은 "자살성 목맴에서는 극히 이례적이며 살인성 목 졸림에서 훨씬 더 흔하게 발생할 수 있다"고 말했다. 베이든은 증거가 자살보다는 살인에 가깝다고 생각한다고 진술했다.

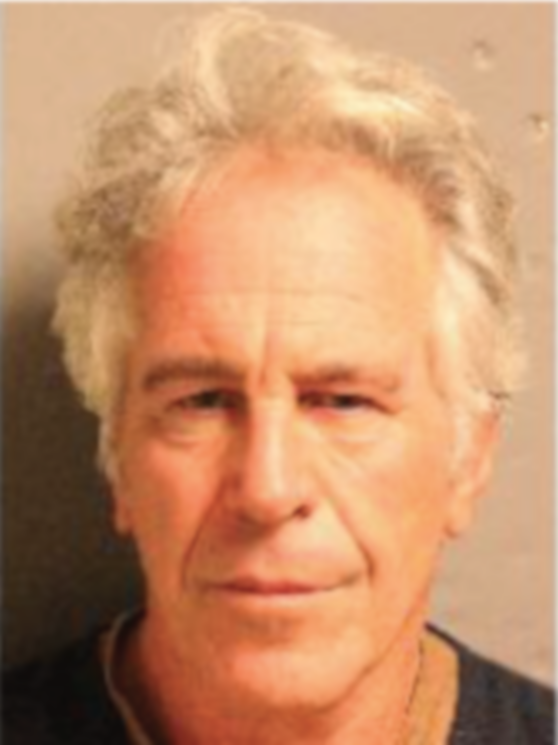
2019년 엡스타인의 마지막 머그샷

### 마지막 유언
2019년 8월 18일, 제프리 엡스타인이 감방에서 부상을 입은 채 발견된 지 2주 후, 그리고 사망 이틀 전인 2019년 8월 8일에 유언을 작성했다는 보도가 나왔다. 이때까지 엡스타인은 공격을 피하기 위해 다른 수감자들의 매점 계좌에 돈을 예치하고 있었다. 유언장 작성에는 그를 아는 두 명의 변호사가 증인으로 참여했다. 유언장은 두 명의 오랜 직원을 집행인으로 지명했으며, 그의 모든 자산과 유산에 남아있는 모든 자산을 즉시 신탁으로 증여했다.

### 매장
부검 후 엡스타인의 시신은 그의 형 마크가 인수했다. 2019년 9월 5일, 엡스타인의 시신은 플로리다주 팜비치에 있는 I.J. 모리스 다윗의 별 묘지에 그의 부모의 묘지 옆에 무덤 비문 없이 매장되었다. 그의 부모의 이름도 훼손 방지를 위해 묘비에서 제거되었다.

### 수사
윌리엄 바 법무장관은 엡스타인의 연방 구금 중 사망에 "경악했다"며 연방수사국 수사 외에 법무부 감찰관의 수사를 명령했다. 이틀 후 바는 교도소의 엡스타인 처리 과정에서 "심각한 불규칙성"이 있었다고 말하며, "무슨 일이 일어났는지 철저히 파헤쳐 책임을 물을 것"이라고 약속했다. 2019년 8월 14일, 엡스타인의 형사 사건을 감독하던 맨해튼 연방 법원 판사 리처드 M. 버먼은 메트로폴리탄 교정 센터 소장 라민 엔디아예에게 백만장자의 명백한 자살에 대한 조사가 그의 이전 (7월 23일) 부상에 대한 조사를 포함할 것인지에 대해 문의하는 서한을 보냈다. 버먼 판사는 자신의 지식으로는 그 사건에 대해 무엇이 결론 내려졌는지 확실히 설명된 적이 없다고 썼다.
교정소 지역 C-33 협의회의 전국 회장 E. O. 영은 교정소는 "자살을 고집하는 사람을 결코 막을 수 없다"고 말했다. 2010년부터 2016년까지 연방 구금 중 약 124명의 수감자가 자살했으며, 이는 전체 수감자 18만 명 중 연간 약 20명에 해당한다. 맨해튼 MCC 시설에서 이전에 보고된 수감자 자살은 1998년이었다. 영 노조 지도자는 엡스타인의 목맴 영상이나 교도소 관계자들의 직접적인 관찰 여부는 불분명하다고 말했다. 그는 시설 내에 카메라가 어디에나 있지만, 수감자 감방 내부는 카메라 범위에 들지 않는다고 생각한다고 말했다. 영은 노조 관계자들이 트럼프 행정부가 연방 교정국(BOP)에 채용 동결과 예산 삭감을 부과했기 때문에 인력 문제에 대해 오랫동안 우려를 제기해왔으며, "이 모든 것은 행정부 때문에 발생했다"고 덧붙였다.
미국 정부 직원 연맹 지방 3148 지부장 세렌 그레그는 MCC가 필요한 교정관의 70% 미만으로 운영되고 있으며, 이로 인해 많은 인력이 강제 초과근무와 주당 60~70시간의 근무를 해야 한다고 말했다. 이전 의회 증언에서 윌리엄 바 법무장관은 BOP가 약 4,000~5,000명의 직원이 "부족하다"고 인정했다. 그는 채용 동결을 해제하고 퇴사한 직원을 대체할 충분한 신규 직원을 채용하기 위해 노력하고 있었다.
엡스타인의 변호인단은 버먼 판사에게 의뢰인의 사망을 조사해달라고 요청했으며, 사망 원인이 자살보다는 "폭행과 훨씬 더 일치한다"는 증거를 제공할 수 있다고 주장했다. 최종 유언장을 서명한 지 일주일 후, 엡스타인의 감방 외부 복도에 있는 적어도 하나의 카메라 영상이 사용 불가능하다는 보고가 있었지만, 다른 사용 가능한 영상은 해당 지역에서 기록되었다. 엡스타인의 감방 앞에서 고장난 두 대의 카메라는 조사를 위해 FBI 범죄 연구소로 보내졌다. 연방 검찰은 엡스타인의 사망 원인과 관련하여 최대 20명의 교정관에게 소환장을 발부했다.
2019년 11월 19일, 뉴욕 메트로폴리탄 교정 센터 교도관 마이클 토마스와 토바 노엘은 검찰이 입수한 비디오 영상에서 엡스타인이 규정을 어기고 사망하기 8시간 전에 감방에서 확인되지 않은 상태로 있었다는 사실이 드러난 후, 허위 기록 작성 및 공모 혐의로 기소되었다. 2021년 5월 22일, 두 교도관은 기록을 위조했음을 인정했지만, 연방 검찰과의 합의에 따라 감옥에 가지 않았다. 기소 유예 합의의 일환으로, 5월 25일 두 교도관은 모두 기록 위조와 미국 정부를 사기하려 공모한 혐의를 인정했다. 그들은 6개월의 감독관 석방과 100시간의 사회봉사 명령을 받았다. 2023년 12월 19일, 뉴욕 판사 로레타 프레스카는 170명 이상의 엡스타인 지인 명단이 2024년 1월 1일에 공개될 것을 명령했다. 명단에 있는 모든 사람은 1월 1일까지 자신의 이름이 삭제되도록 항소할 수 있었다.
2025년 2월, 트럼프 행정부 법무장관 팸 본디는 제프리 엡스타인의 고객 명단이 검토를 위해 "자신의 책상 위에 있다"고 밝혔다. 그리고 6월에는 일론 머스크가 트럼프 대통령 자신이 엡스타인 파일에 있다고 주장했다. 그러나 7월에 법무부와 FBI는 고객 명단이 없으며, 엡스타인이 누구도 협박했다는 증거가 없고, 엡스타인이 자살했으며, 엡스타인 감방 외부의 방해받지 않은 영상을 공개했다고 발표했다. 이 영상은 독립적으로 검증될 수 없었다. 얼마 지나지 않아 영상에서 1분 정도가 빠진 것이 발견되었다. 시계가 11:58:58에서 12:00:00으로 건너뛰었다.

## 대중문화에서

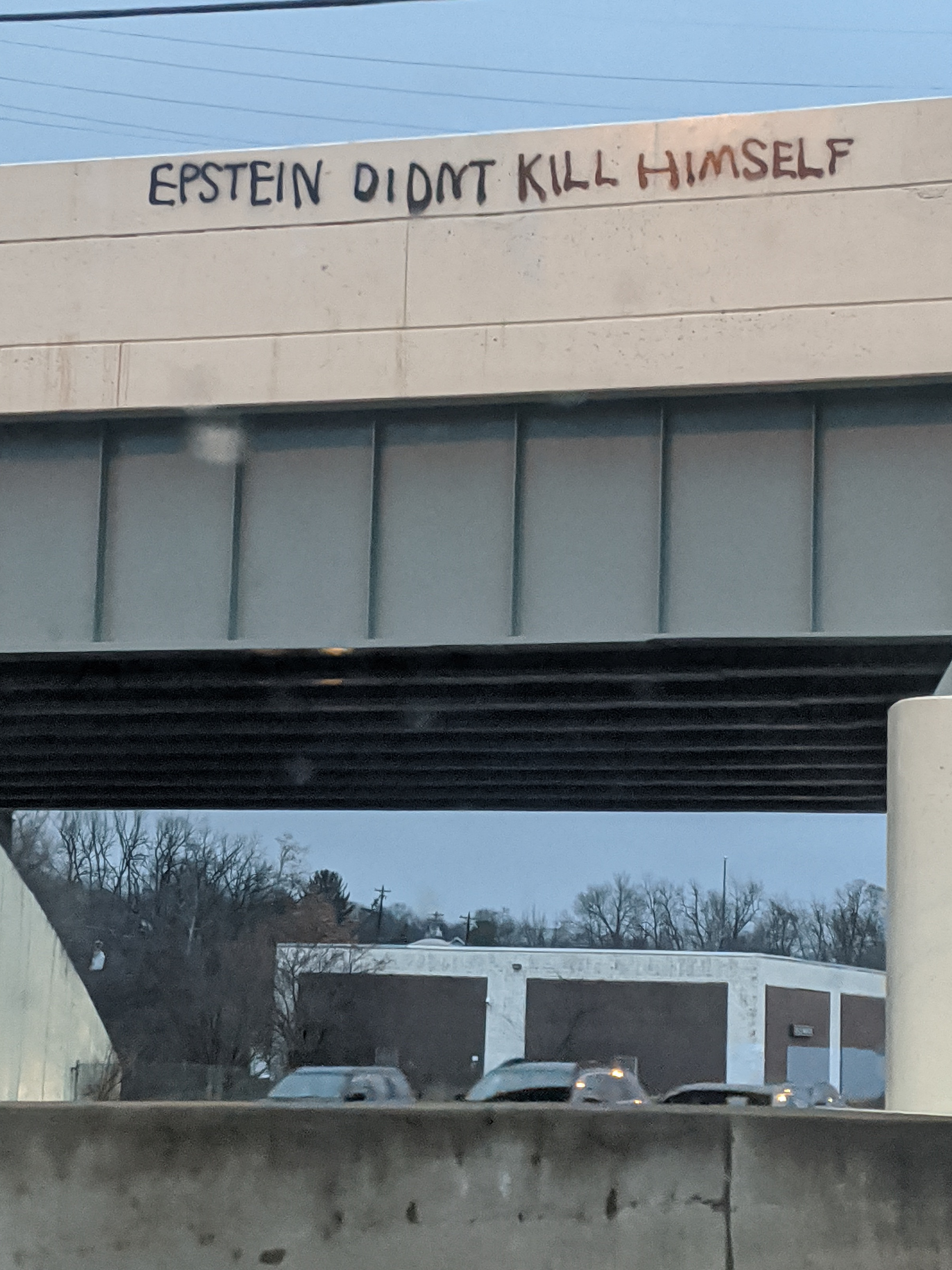
신시내티의 주간고속도로 제71호선 고가도로에 쓰인 이 문구를 담은 낙서

엡스타인의 죽음은 광범위한 논란과 논쟁의 대상이 되었으며, 그의 죽음이 살인이라는 믿음은 인기 있는 인터넷 밈이 되었다. HBO는 애덤 매케이가 감독하고 총괄 프로듀싱하는 엡스타인의 삶과 죽음에 대한 한정 시리즈를 제작하고 있다. 소니 픽처스 텔레비전도 엡스타인의 삶을 바탕으로 한 미니시리즈를 개발 중이다. CBS 시리즈 굿 파이트 시즌 4 피날레에서는 엡스타인의 죽음을 중심으로 이야기가 전개된다. 넷플릭스 다큐멘터리 시리즈 제프리 엡스타인: 더러운 부자는 2020년 5월에 공개되었다. 라이프타임 다큐멘터리 제프리 엡스타인으로부터 살아남기는 2020년 8월에 공개되었다.
2020년 7월 1일, 앨버커키 시청 밖에 엡스타인 동상이 놓여졌는데, 이는 남부 기념물 및 기념관 철거 반대에 대한 풍자적 논평으로 해석된다. 2020년 코미디 모큐멘터리 보랏 속편에서 1992년 마러라고 파티에서 트럼프와 엡스타인이 이야기하는 영상이 등장한다. 이 영상은 보랏이 자신의 십대 딸을 트럼프 측근에게 선물하도록 영감을 준 것으로 그려진다 (보랏은 마이크 펜스를, 나중에는 루돌프 줄리아니를 선택한다). 영화 후반부에는 보랏의 자녀 중 한 명이 제프리 엡스타인으로 이름을 바꾸기도 한다.